# RMS Titanic
L'RMS Titanic è stato un transatlantico britannico della classe Olympic, divenuto celebre per essere naufragato nelle prime ore del 15 aprile 1912, durante il suo viaggio inaugurale, a causa della collisione con un iceberg. Il suo naufragio divenne il più noto nella storia della navigazione.
Secondo di un trio di transatlantici, il Titanic, assieme ai suoi due modelli gemelli RMS Olympic e HMHS Britannic, era stato progettato per offrire un collegamento settimanale di linea con l'America ed assicurare il dominio delle rotte oceaniche alla White Star Line. Costruito presso i cantieri Harland and Wolff di Belfast, il Titanic rappresentava la massima espressione della tecnologia navale del tempo ed era il più grande e lussuoso bastimento del mondo.
Durante il suo viaggio inaugurale (da Southampton a New York, via Cherbourg e Cobh) ebbe una collisione con un iceberg alle 23:40 (ora della nave) di domenica 14 aprile 1912, evento che provocò l'apertura di alcune falle sotto la linea di galleggiamento, allagando i primi cinque compartimenti stagni, il gavone di prua, tutte e tre le stive postali e il locale della caldaia 6 del transatlantico. L'allagamento, 2 ore e 40 minuti più tardi, provocò l'inabissamento della nave (alle 2:20 del mattino del 15 aprile), facendola spezzare in due tronconi. Nel naufragio persero la vita 1518 persone, compresi i membri dell'equipaggio; solo 705 persone riuscirono a sopravvivere, 6 delle quali furono salvate fra la gente finita in acqua. L'evento suscitò enorme sconcerto nell'opinione pubblica e portò alla nascita della Convenzione internazionale per la salvaguardia della vita umana in mare, nota come SOLAS.

## Costruzione
Il Titanic, così come i suoi gemelli, era stato progettato per competere con l'RMS Lusitania e l'RMS Mauretania della compagnia rivale Cunard Line, che erano all'epoca le navi più lussuose, veloci e imponenti impegnate sulle rotte transatlantiche (concorrenza alla quale la Cunard risponderà a propria volta con l'RMS Aquitania). Poiché svolgeva anche il servizio postale, gli venne assegnato il prefisso RMS (Royal Mail Ship) oltre a SS (Steam Ship). La nave era stata progettata da William Pirrie, presidente della Harland and Wolff, dall'architetto navale Thomas Andrews, che era il capo progettista, e da Alexander Carlisle. La costruzione fu finanziata dall'armatore statunitense John Pierpont Morgan con la sua società, la International Mercantile Marine Co.
Il nome deriva dai "Titani", figure imponenti della mitologia greca.

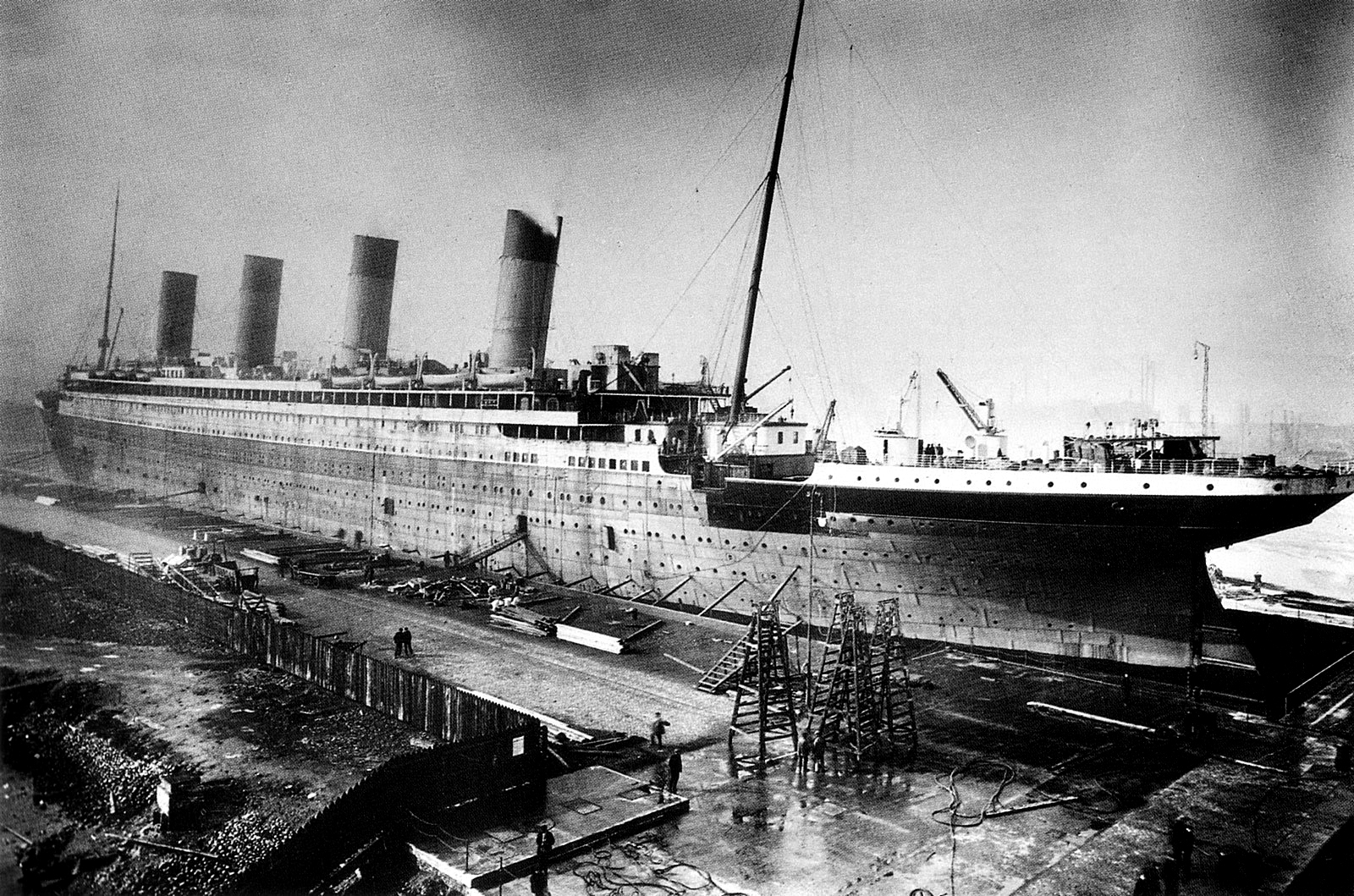
LRMS Olympic quasi completato, strutturalmente simile al Titanic

Il progetto era decisamente ambizioso ed era nato nel 1907 da un accordo tra Pirrie e Joseph Bruce Ismay, presidente della compagnia White Star Line; lo scafo aveva una lunghezza di 268,83 metri, una larghezza di 28,4 metri e un'altezza di 53,3 m, con un pescaggio di 18 m.
Il cantiere della nave fu avviato il 31 marzo 1909 a Belfast, in Irlanda del Nord. Lo scafo del Titanic fu varato il 31 maggio 1911 e le sovrastrutture furono completate il 31 marzo dell'anno seguente.

Il lavoro di costruzione delle navi negli anni 1910 era difficile e pericoloso. Per i 15 000 uomini che all'epoca lavoravano presso la Harland and Wolff, le precauzioni di sicurezza erano molto rudimentali; gran parte del lavoro venne svolto senza attrezzature antinfortunistiche, come caschi o guanti. Di conseguenza, durante la costruzione del Titanic, vennero registrati 246 feriti, 28 dei quali "gravi" (braccia amputate da macchine o gambe schiacciate sotto la caduta di pezzi di acciaio); sei persone morirono sulla nave stessa mentre veniva costruita e allestita e altre due persero la vita nelle officine e nei capannoni del cantiere navale. Poco prima del varo un operaio venne ucciso da un pezzo di legno cadutogli addosso.

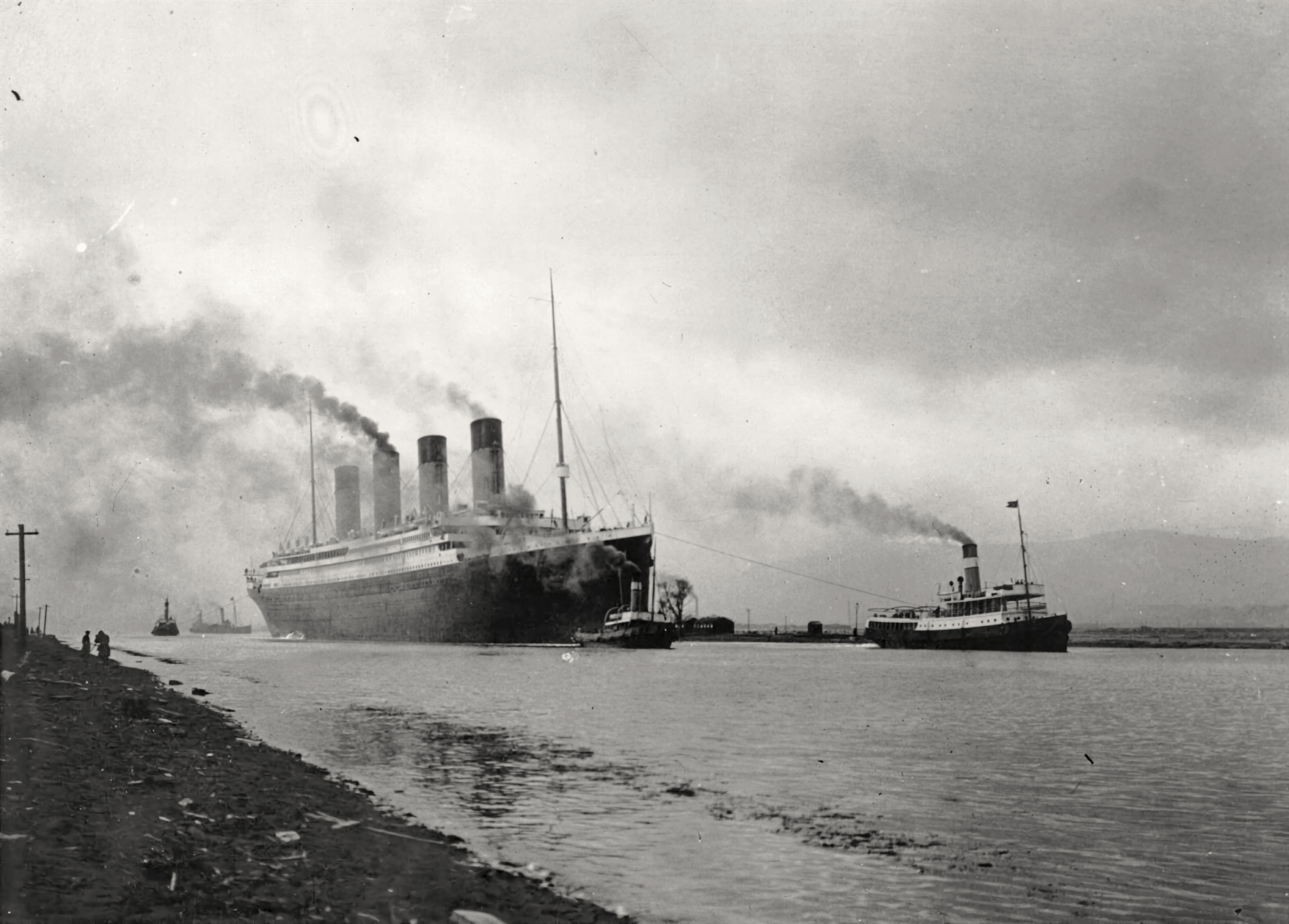
Il Titanic mentre lascia Belfast il 2 aprile 1912

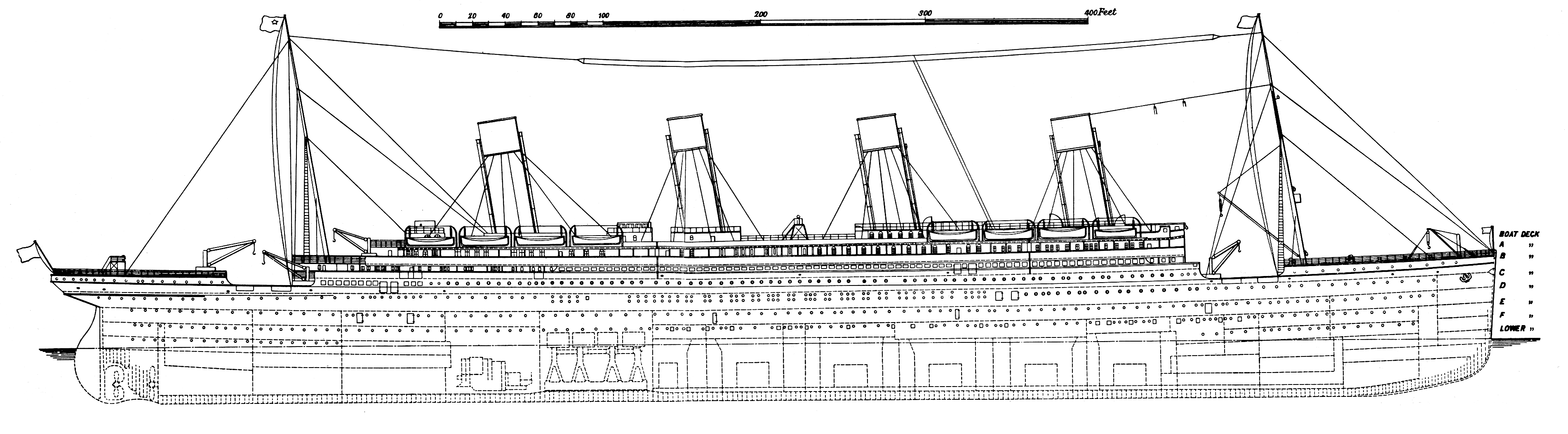
Sezione del Titanic

Le prove in mare si svolsero il 2 aprile 1912. Per seguire tali prove, a bordo vennero imbarcati 78 tra piloti e fuochisti e 41 membri dell'equipaggio, mentre nessun membro del personale domestico pare fosse a bordo. Per tutta la giornata la nave venne sottoposta a test di velocità e manovrabilità (come arresti di emergenza, misurazioni delle qualità di manovra a velocità diverse). Le prove andarono a buon fine, quindi la nave poté entrare in servizio; tra le altre cose, essa mostrò di potersi fermare solo in una distanza di tre volte la sua lunghezza. Francis Carruthers, ispettore del Board of Trade, avendo il nuovo transatlantico soddisfatto di tutti i requisiti imposti dal governo britannico, firmò il certificato di navigabilità n. 131428, valido per un periodo di un anno. Fu inserito nel registro navale del porto di Liverpool col numero ufficiale di vascello 131428 e sigla telegrafica "MGY".

## Caratteristiche

### Scafo
Il Titanic ed i suoi gemelli erano stati concepiti per essere transatlantici lussuosissimi, con all'interno ogni comodità e ogni sfarzo possibile; ciò valeva anche per la terza classe, che era molto più abitabile delle classi dello stesso livello di qualsiasi altra nave contemporanea. Contava 46 328 tonnellate di stazza lorda (contro le 45 324 del gemello Olympic, a cui strappò il titolo di nave più grande del mondo). Tutte e tre le navi della classe Olympic avevano dieci ponti (escludendo la parte superiore degli alloggi degli ufficiali), otto dei quali erano destinati ai passeggeri. Sebbene avesse le stesse dimensioni esterne del gemello Olympic, aveva un tonnellaggio lordo maggiore per via del maggiore spazio interno, dovuto principalmente alla chiusura di parte della passeggiata sul ponte "A" con finestre parzialmente apribili.
La nave aveva una capacità utile di 3547 persone tra passeggeri ed equipaggio. L'allestimento di bordo comprendeva una piscina coperta di 9 × 4 m sul ponte F su modello dell'Olympic, una palestra, un bagno turco e un campo di squash. Le cabine di prima classe erano rifinite con la massima sfarzosità. Vi erano 34 suite, ognuna delle quali dotata di soggiorno, sala di lettura e sala da fumo; ognuna era arredata in stile diverso. Erano disponibili tre ascensori per la prima classe e, novità assoluta, un ascensore anche per la seconda classe. La chiglia della nave aveva un doppio fondo cellulare e lo scafo era suddiviso in 16 compartimenti stagni, le cui porte a ghigliottina si potevano chiudere automaticamente dal ponte di comando; in mancanza di energia elettrica si potevano chiudere comunque, sfruttando la forza di gravità. I compartimenti stagni e le porte, però, non ricoprivano tutta l'altezza dello scafo, ma si fermavano al ponte "E". Il Titanic avrebbe potuto galleggiare anche con due dei compartimenti intermedi allagati oppure con tutti i primi quattro compartimenti di prua allagati. La collisione con l'iceberg causò però l'allagamento dei primi cinque compartimenti stagni, con l'acqua che tracimò dalle porte, e il conseguente inabissamento avvenne nella notte del 15 aprile 1912.

### Le macchine
Il compartimento macchina del Titanic era situato al livello inferiore dello scafo. La propulsione era a vapore; era quindi un piroscafo, a differenza delle tipologie successive, definite motonavi, dotate di motori a combustione interna. 
Procedendo dalla prua verso poppa, si susseguivano sei compartimenti destinati alle caldaie, alimentate a carbone, ognuno dotato di carboniere adiacenti, per un’estensione longitudinale complessiva di 97,5 metri; seguivano la sala macchine delle motrici alternative (21 m) e, più a poppa, la sala della turbina (17 m).
Le caldaie
Le caldaie erano allocate in sei compartimenti numerati da 1 a 6 (dal più a poppavia al più a prua) ed erano progettate per la generazione del vapore ad alta pressione necessario alla propulsione e agli impianti ausiliari di bordo. Ogni unità caldaia aveva un peso di circa 100 tonnellate e un diametro di 480 cm, il totale ammontava a 29 caldaie. 24 caldaie erano a doppio flusso da 610 cm di lunghezza, dotate di 6 forni ciascuna (3 per estremità), 4 delle quali alloggiate nel locale caldaia n°6, che era il più stretto, mentre i locali caldaie dal n°2 al n°5 ospitavano 5 caldaie a doppio flusso ciascuno. 5 caldaie erano a flusso singolo da 360 cm di lunghezza, dotate di 3 forni cialcuna ed erano utilizzate prevalentemente per alimentare i servizi ausiliari durante la sosta in porto. Queste ultime erano alloggiate nel locale caldaia n°1 
La superficie totale di riscaldamento era di circa 13.400 m², mentre quella di combustione era di 322 m². Ogni caldaia era servita da un indicatore elettromeccanico con temporizzatore, che emetteva un segnale acustico ogni 7 minuti per notificare la necessità di carico di nuovo carbone e quale caldaia nello specifico era di rifornire.
L’aria comburente veniva forzata nei focolari mediante 12 ventilatori alloggiati al ponti F, distribuiti in modo da servire ciascuno dei compartimenti caldaie. 8 ventilatori avevano un diametro di 140 cm, 2 di 127 cm e 2 di 100 cm. Ulteriori tre ventilatori servivano la sala macchine, e uno la sala turbina. L’aria veniva aspirata tramite condotti dai ponti superiori e convogliata fino ai forni. 
Ogni compartimento caldaie era dotato di due espulsori per la rimozione delle ceneri: camere stagne a doppio portello nelle quali le scorie venivano miscelate con acqua marina e successivamente espulse all’esterno. Nei porti, invece, le ceneri erano raccolte in contenitori e movimentate tramite quattro elevatori per essere smaltite a terra.
I prodotti della combustione venivano evacuati tramite un sistema di scarico che immetteva i fumi nei tre camini funzionanti (il quarto aveva solo la funzione di presa d'aria e fu aggiunto per rendere la figura della nave più imponente;) ad un’altezza di circa 49 m sopra le caldaie. I fumaioli erano dipinti in ocra e nero, come voleva la tradizione della White Star, mentre il rosso era il colore della Cunard Line.
Il carbone e i carbonili
Il carico massimo di combustibile era di circa 8000 tonnellate. Il consumo giornaliero variava tra 600 e 850 tonnellate, con una media di 710 t/giorno a 21 nodi (39 km/h)  di velocità di crociera. Il carbone era stoccato in 12 bunker distribuiti lungo i compartimenti caldaie. Il personale addetto al mantenimento del fuoco era composto da 289 fuochisti suddivisi in turni e coadiuvati da 28 ingegneri meccanici. Il trasporto del carbone ai forni avveniva mediante carriole.
Le macchine alternative e la turbina
Il vapore prodotto nelle caldaie a carbone azionava due motrici alternative invertibili a triplice espansione e veniva trasportato tramite due condotte principali in acciaio saldato, da cui si diramavano tubazioni secondarie a diametro crescente verso la sala motori. Il passaggio del vapore poteva essere controllato mediante valvole situate presso le paratie stagne, azionabili tramite volani centrali. La regolazione del flusso di vapore consentiva la variazione della velocità dell’apparato propulsivo.
Le due macchine alternative a triplice espansione servivano le eliche laterali. Questi impianti, tra i più imponenti dell’epoca, erano alti 10,7 m, lunghi 19,2 m e ciascuno pesava circa 600 t. Montate su basamenti in acciaio da 195 t, ciascuna sviluppava una potenza nominale di 15.000 HP, con un regime operativo di 75 rpm (77 rpm a pieno carico).
Si trattava di motrici a quadrupla espansione con configurazione a quattro cilindri (uno ad alta pressione Ø 137 cm, uno a media pressione Ø 213 cm, due a bassa pressione Ø 246 cm e Ø 190 cm), tutti con corsa di circa 190 cm. I cilindri erano a doppio effetto, con inversione di ciclo vapore tramite valvole a pistone (alta e media pressione) e valvole a scorrimento (bassa pressione). L’inversione del moto era possibile mediante un sistema idraulico diretto. Era inoltre presente una seconda pompa ausiliaria a vapore ad alta pressione, utilizzabile in caso di guasto ai condotti principali per garantire continuità operativa. Le macchine alternative del Titanic e dei suoi due gemelli restano le più grandi mai costruite, occupando quattro ponti in altezza e sviluppando quasi 22 megawatt (30 000 CV) di potenza.
Il vapore esausto proveniente dai cilindri a bassa pressione delle due macchine alternative veniva recuperato tramite apposite condotte e indirizzato verso una turbina a bassa pressione di tipo Parsons, accoppiata direttamente all’albero dell’elica centrale, che veniva azionata esclusivamente in marcia avanti, non essendo progettata per l’inversione del moto. Si è più volte sostenuto che essa fu una probabile causa dell'inerzia con cui il Titanic rispose alla manovra per evitare la collisione con l'iceberg. L’unità aveva una massa complessiva di circa 427 tonnellate, con una potenza nominale di 16.000 cavalli vapore e una velocità operativa di 165 rotazioni per minuto (raggiungendo i 167 rpm al massimo regime). 
Durante le manovre (ad esempio inversione di marcia o operazioni portuali), in cui la turbina risultava inattiva, il vapore non utilizzato veniva condensato e l’acqua di condensa reimmessa nel circuito delle caldaie. La turbina era anche impiegata per la produzione di energia elettrica, tramite 4 generatori principali (dinamo) da 400 kW ciascuno, per una potenza complessiva di circa 1600 kW. 
Il Titanic era un gioiello di tecnologia e, per ironia della sorte, era ritenuto, e da alcuni soprannominato, «inaffondabile».
Le eliche e il timone

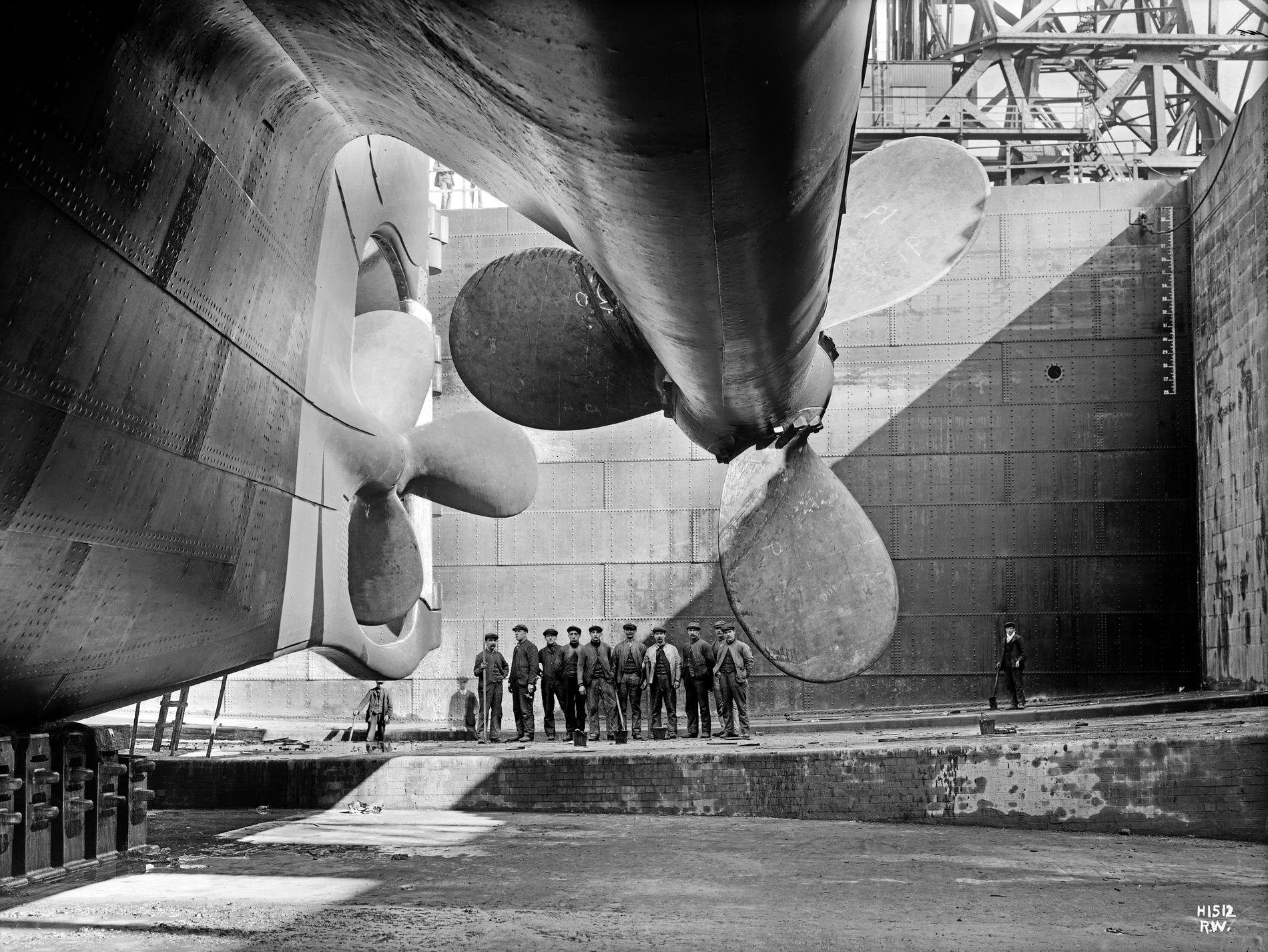
Scorcio delle eliche della nave gemella Olympic; non esistono foto di quelle del Titanic. In un documento rinvenuto nei cantieri Harland and Wolff è riportato che l'elica centrale del Titanic era provvista di tre pale, invece che quattro, mentre le due laterali erano identiche alla gemella.

Il sistema propulsivo era costituito da tre eliche in bronzo, montate su alberi d’acciaio mediante connessioni bullonate. L’intero gruppo eliche-alberi aveva un peso complessivo di circa 98 t e consentiva alla nave di raggiungere una velocità massima di 24 nodi.
Le eliche laterali erano a tre pale, ciascuna con un diametro di 716 cm e un peso di 38 tonnellate. Erano azionate direttamente dai due motori alternativi, al momento della costruzione, erano le eliche più grandi mai installate su un transatlantico. L’elica centrale era a quattro pale, con un diametro di 518 cm e un peso di 22 tonnellate. Era azionata dalla turbina a bassa pressione Parsons e funzionava esclusivamente in marcia avanti.
Le eliche erano collegate ai rispettivi propulsori (due motori alternativi a vapore e una turbina a bassa pressione Parsons) tramite tre alberi di trasmissione principali che ruotavano su cuscinetto. Ciascun albero era composto da segmenti in acciaio della lunghezza di circa 9 m, uniti mediante giunzioni bullonate.
Gli alberi laterali, che trasmettevano il moto dai motori alternativi, avevano un diametro di 670 mm e un peso complessivo di circa 118 tonnellate ciascuno. L’albero centrale, collegato alla turbina a bassa pressione, presentava un diametro di 520 mm.
Il sistema di direzione era composto da un timone monoblocco articolato in sei elementi strutturali, alto in tutto 24 m e 465 cm in larghezza, con un peso totale di 101 tonnellate, il cui movimento era controllato dalla ruota di navigazione tramite un telemotore che trasmetteva gli ordini al meccanismo di attuazione. 

### La sala radio
La sala radio del Titanic era analoga a quella dell'Olympic. Le apparecchiature erano le più moderne e potenti mai installate su qualsiasi bastimento: la portata raggiungeva una distanza di circa 400 miglia (640 km). Le antenne erano collocate sui due alberi maestri a un'altezza di 60 metri e ad una distanza tra loro di 180 metri. In caso di emergenza, il generatore elettrico che alimentava gli apparecchi radio poteva essere sostituito da un generatore diesel.
I radiotelegrafisti Jack Phillips e Harold Bride non erano dipendenti della White Star Line, bensì della Marconi International Marine Communication Company. Prima del naufragio Il servizio non era attivo 24 ore su 24; principalmente venivano inviati e ricevuti messaggi privati dei passeggeri, ma venivano gestiti anche messaggi di navigazione, inclusi bollettini meteorologici e avvisi di ghiaccio.

### Le lance di salvataggio

Schema delle lance di salvataggio, con orario di calo in mare e numero di passeggeri a bordo di ognuna

Il Titanic aveva 16 gru del tipo "Welin", ciascuna in grado di sostenere e calare in mare quattro scialuppe di salvataggio, come aveva originariamente pianificato l'architetto Carlisle. Ciò conferiva al transatlantico la capacità di trasportare fino a 64 lance in legno, che sarebbero state sufficienti per 4 000 persone, molto più della capacità effettiva della nave. La White Star Line tuttavia decise che sarebbero state trasportate solo 16 scialuppe e quattro lance in legno e tela pieghevoli, che potevano ospitare appena 1 178 persone, solo un terzo della capacità totale della nave. È da notare che, a quel tempo, installare un numero così esiguo di lance su un piroscafo così grande non violava nessuna legge in vigore: i regolamenti del Board of Trade richiedevano solamente che le navi britanniche di oltre 10 000 tonnellate trasportassero un minimo di 16 scialuppe, con una capacità minima di 962 occupanti, numeri che però non variavano al variare delle dimensioni della nave in questione.

## Gli interni

### Prima classe

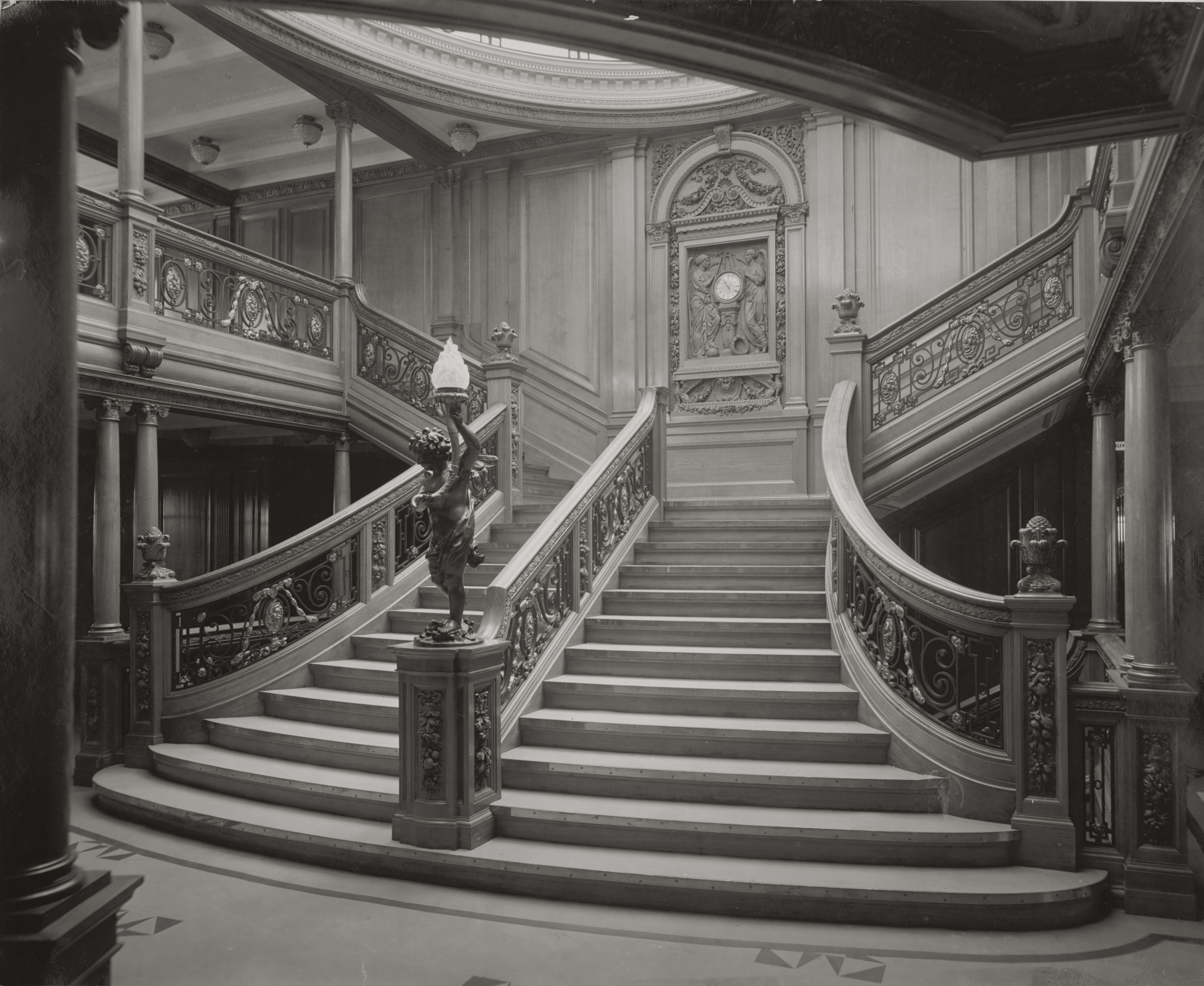
Lo scalone di prima classe. Questo rappresentato in foto, in realtà, appartiene all'Olympic: non esistono foto di quello del Titanic, ma erano pressoché identici. La maggior parte delle foto credute del Titanic in realtà appartengono alla nave gemella; nel Titanic vennero fotografati (in modo professionale e di qualità) solo gli elementi differenti da quelli analoghi dell'Olympic.

Il Titanic ed i suoi gemelli vennero costruiti seguendo uno stile molto simile a quello degli hotel di alta classe dell'epoca: fu preso come punto di riferimento il Ritz Hotel di Londra. L'obiettivo era quello di trasmettere l'impressione che i passeggeri fossero in un hotel galleggiante piuttosto che su una nave. Le cabine di prima classe del Titanic erano più eleganti di quelle di qualsiasi altro transatlantico. Erano arredate in vari stili (Regency, Olandese moderno, Olandese Antico, Impero, Luigi XV, Luigi XVI, Regina Anna, Georgiano e Rinascimento italiano). Per i passeggeri più abbienti erano disponibili le suite; tra queste erano presenti 2 presidential suite e 2 royal suite, ancora più sfarzose e capienti. Le royal suite (B54 e B56) erano decorate in stile Luigi XVI e comprendevano un soggiorno, tre camere da letto (due singole e una matrimoniale), due bagni privati, due guardaroba e un ponte privato per consentire agli occupanti di passeggiare in completa riservatezza.

#### I lussi della prima classe
- Il salone era stato ideato per i passeggeri che desiderassero trascorrere il tempo leggendo, giocando a carte, bevendo tè o ascoltando la musica dell'orchestra. L'ambiente era decorato con grandi pannelli in quercia in stile Luigi XV, i cui motivi ornamentali erano stati tratti dal palazzo di Versailles. Su un lato della sala era situato un piccolo camino in marmo, sul quale poggiava una statuetta di Artemide. Al centro della sala un grande lampadario illuminava l'ambiente.[22]
- La biblioteca riservata ai passeggeri di prima classe e la sala di scrittura e di lettura erano frequentate perlopiù da signore, che si potevano riunire a ogni ora del giorno.[23] La sala di lettura e scrittura era arredata in stile georgiano ed era divisa in due ambienti, separati da un grande arco sostenuto da colonne con capitelli corinzi.[22]
- La sala fumatori era situata tra il terzo e il quarto fumaiolo. Era frequentata soprattutto dagli uomini, che potevano accedervi durante tutta la giornata, ma vi si recavano soprattutto dopo cena. Era arredata in stile georgiano (Settecento inglese), con grandi pannelli in mogano scuro e intarsi di madreperla. A decorare il locale vi erano anche grandi vetrate colorate illuminate artificialmente. Le finestre che davano sul ponte di passeggiata erano decorate con scene di porti di tutto il mondo.[22]

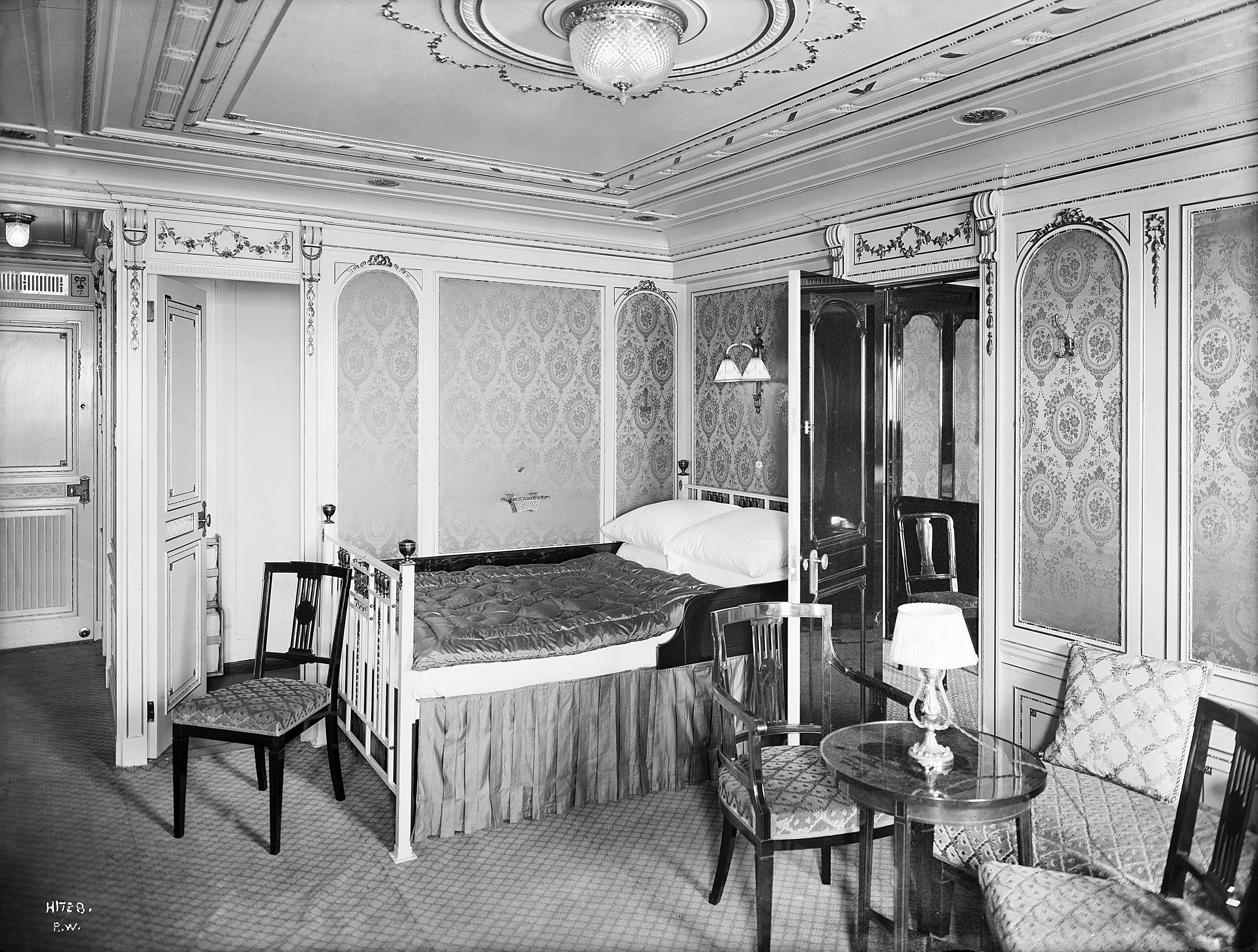
La cabina di prima classe B-58

- Le due piccole salette del Verandah Café, due ristoranti ai quali si poteva accedere dal ponte di passeggiata o da una porta girevole dalla sala-fumatori, dove erano presenti grandi finestre affacciate sull'oceano.[24]
- Il Café Parisien, dove si poteva gustare lo stesso menù del ristorante À la Carte adiacente. L'ambiente era ideato per assomigliare a una tipica passeggiata parigina, completa di piante rampicanti e mobili in vimini.[25]
- La sala di reception, situata sul ponte D, decorata in stile giacobiano, con grandi pannelli laccati bianchi e finestre impreziosite da decorazioni in ferro battuto. Poltrone, sedie, divani e tavolini erano in vimini con rivestimenti bordeaux e verdi. In un angolo della sala era collocato un grande pianoforte a coda. Prima di cenare i passeggeri potevano prendere un aperitivo e ascoltare la musica dell'orchestra.[22]
- La grande sala da pranzo, dove i passeggeri si recavano per cena. Era l'area più spaziosa riservata alla prima classe: lunga 35 metri e larga 28, poteva ospitare 532 persone. Era arredata come la sala di reception, in stile giacobiano, ma, al posto dei pannelli scuri in quercia tipici delle residenze inglesi, le pareti e il soffitto erano laccati di bianco. L'ambiente era illuminato grazie a moltissime plafoniere. Le sedie del salone erano rivestite in pelle verde e, insieme ai mobili in rovere, contribuivano a sostenere il tono complessivo della sala: il pavimento era decorato con piastrelle in linoleum blu scuro con fantasia rossa e gialla.[24]

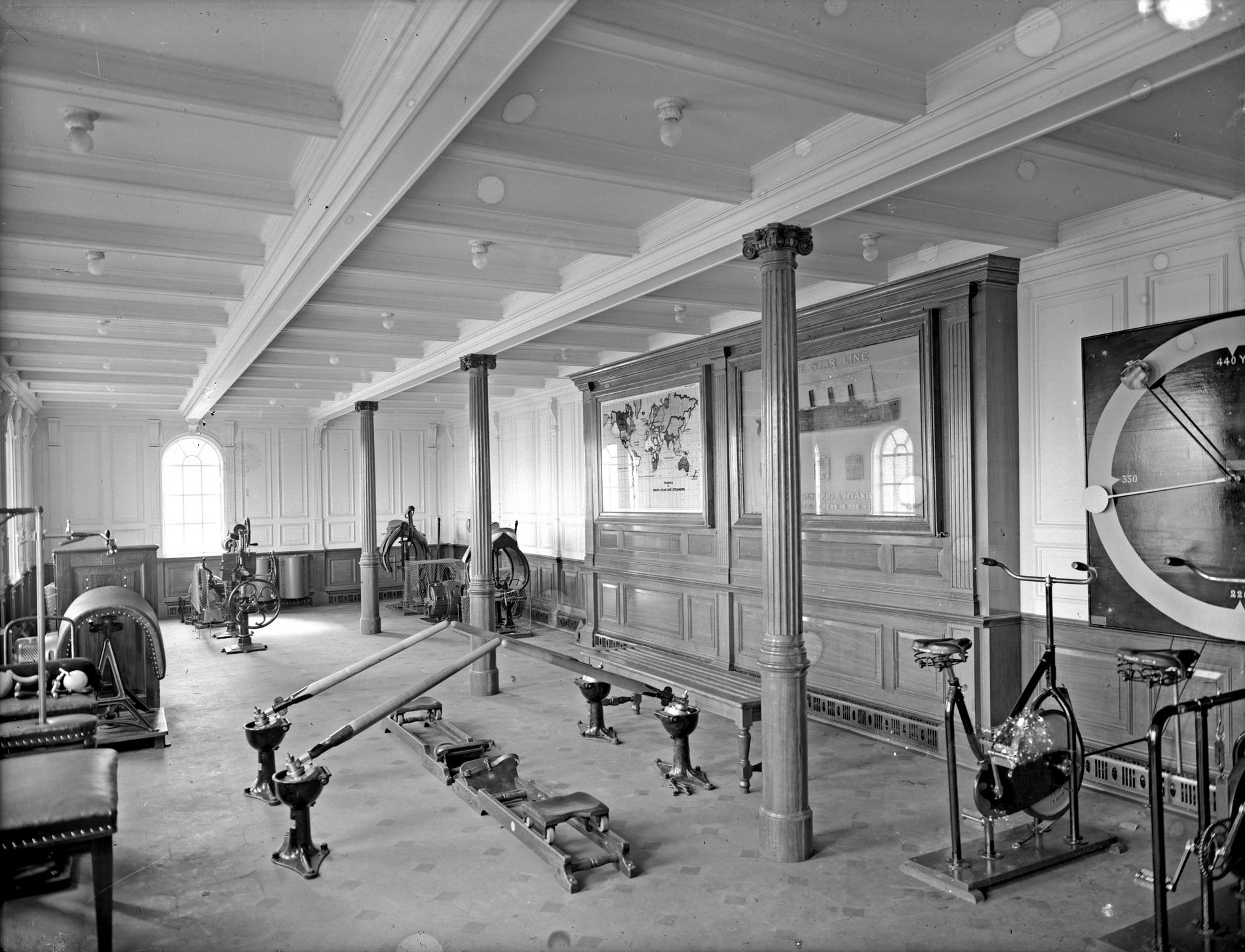
La palestra

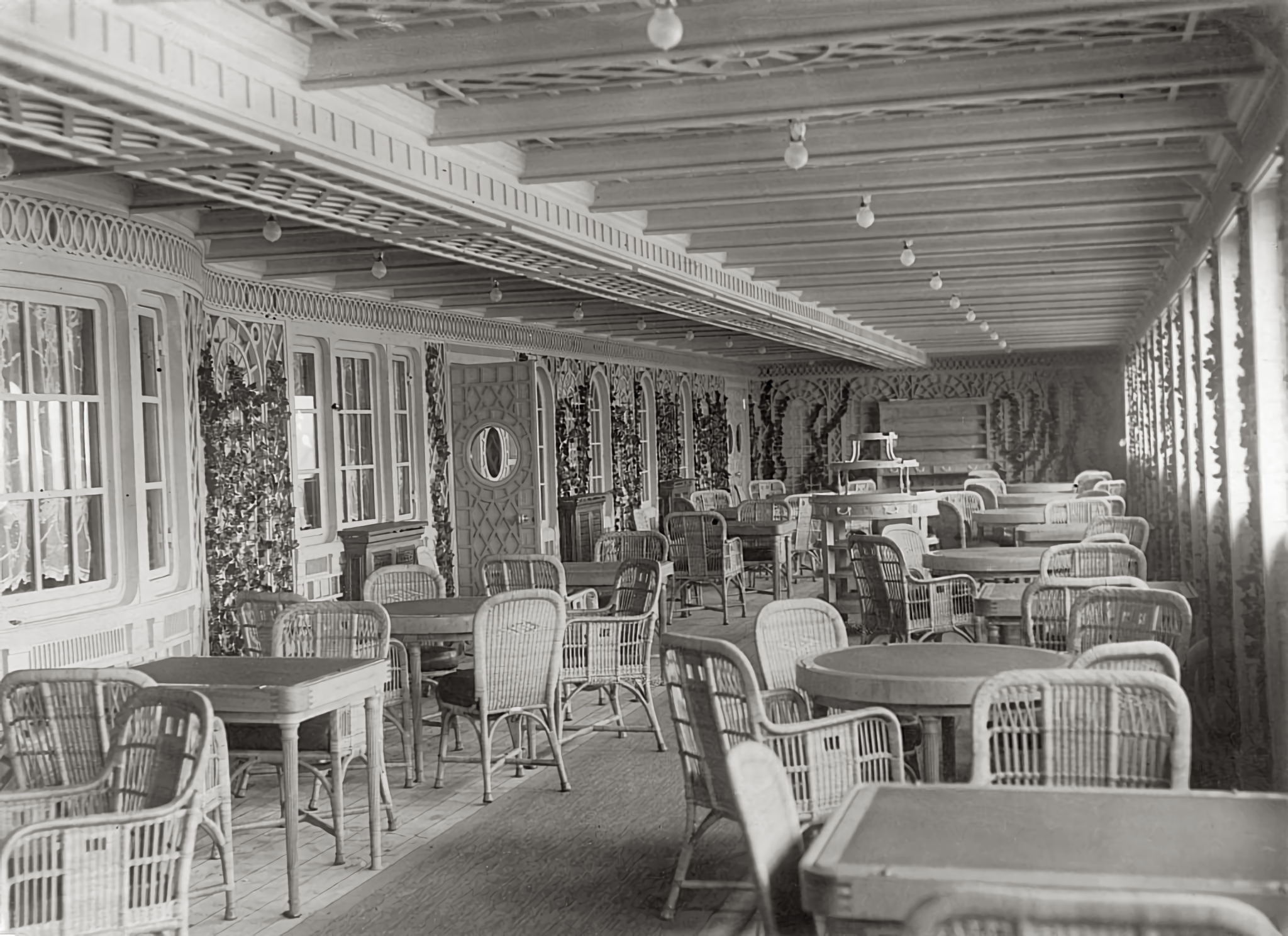
Il Café Parisien

- L'allestimento di bordo comprendeva tra l'altro una piscina coperta di 9 × 4 m sul ponte F sul modello dell'Olympic, una palestra, un bagno turco e un campo da squash.[11] Il bagno turco del Titanic era indicativo dell'esotismo che permeava il periodo: venne progettato in stile moresco seicentesco, con piastrelle verdi e azzurre.[26]
- L'ufficio postale, situato sul lato di dritta, che portò la nave ad essere denominata con il prefisso RMS, sigla di Royal Mail Ship.[27]

#### Il ristoranteÀ la Carte
Gestito da uno staff interamente italiano, composto dal direttore Luigi Gatti e da ventisei dipendenti, il ristorante À la Carte era accessibile ai passeggeri di prima classe. A differenza del salone per le cene, questo ristorante permetteva di consumare pasti tra le 20 e le 23 e, come suggerisce il nome, non proponeva un menu fisso: i clienti potevano ordinare ciò che più gradivano. Il personale che gestiva questo ristorante, inoltre, non faceva ufficialmente parte dei membri dell'equipaggio della White Star Line.
Il locale era arredato in stile Luigi XVI ed era illuminato da ampie vetrate. Il pavimento era decorato con tappeti Axminster ed erano presenti tavoli che offrivano dai due agli otto posti, sebbene quelli da due fossero la maggioranza. Ogni tavolo era dotato di una lampada in porcellana e cristallo.

#### I grandi scaloni
I due grandi scaloni di prima classe a due rampe collegavano tutti i ponti riservati alla prima classe, dal ponte di coperta al ponte D. La grande scalinata era arredata in stile William and Mary ma francesizzato in stile Luigi XIV, con balaustre in ferro battuto, alleggerite da fiori e foglie in bronzo; era sormontato al ponte di coperta da una grande cupola in vetro e ferro battuto che illuminava l'intero ambiente.
Il corrimano del pianerottolo del ponte A era decorato da una grande lampada bronzea raffigurante un cherubino. Sul pianerottolo superiore era incassato un orologio fra due bronzi femminili, personificazione di Onore e Gloria che incoronano il Tempo. Sui pannelli dei pianerottoli di mezzo ponte erano situati grandi quadri. La grande scala sfociava al ponte D nella sala di reception, con un grande lampadario dotato di 21 lampade. Sul retro della scala erano situati tre ascensori. Un ambiente identico, ma rivestito di pannelli di legno chiaro collegava i ponti A, B e C, ed era utilizzato come sala di reception per i ristoranti del ponte B.
La scalinata di prua era situata fra il primo e il secondo fumaiolo, la scalinata di poppa fra il terzo e il quarto. Sebbene lo scalone a poppavia fosse praticamente identico a quello di proravia, alcuni particolari erano diversi, quali l'orologio e la cupola, che era situata più in basso rispetto a quella di proravia, in quanto si trovava sul ponte A.

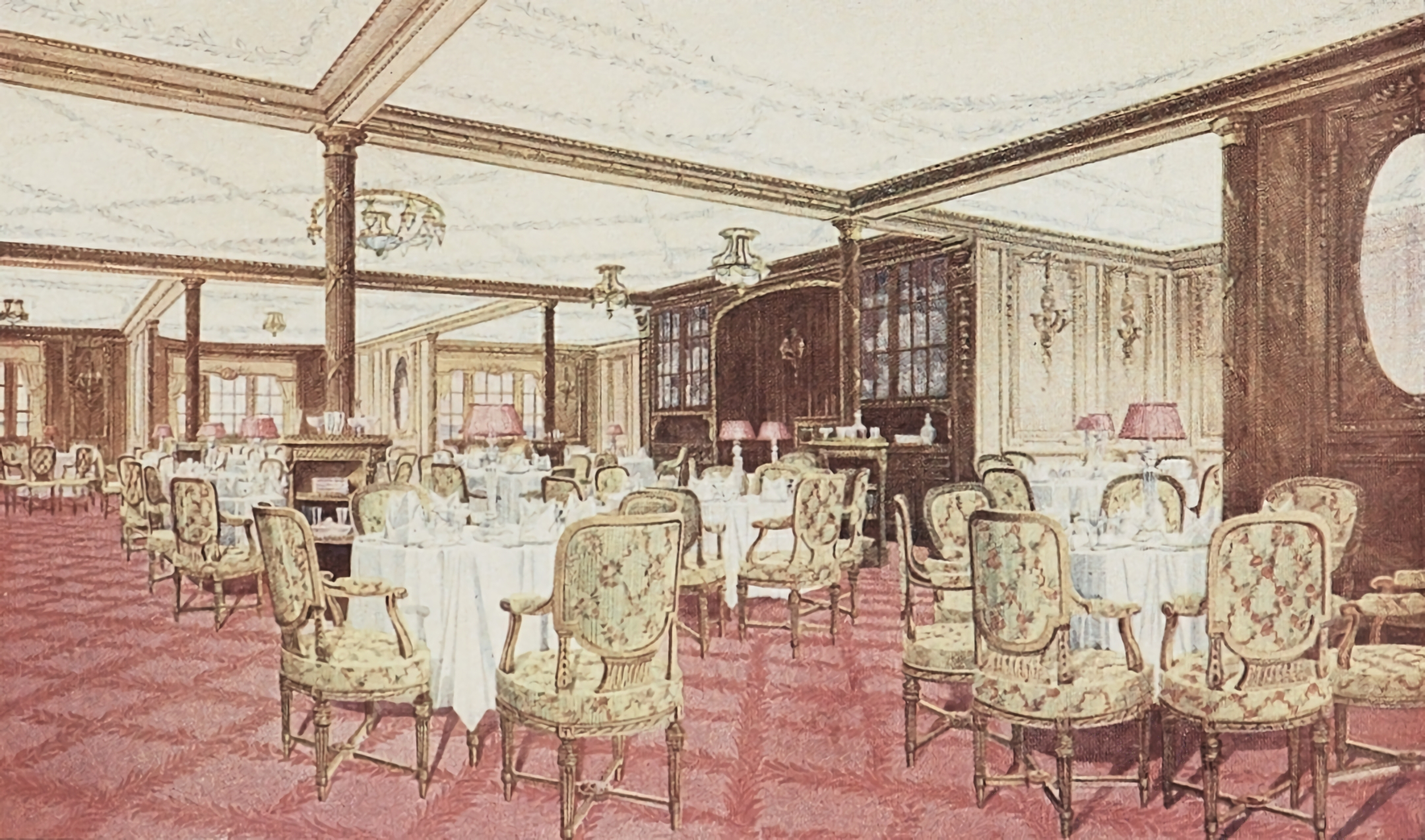
Ristorante À la carte

#### L'orchestra di bordo
Il Titanic aveva un'orchestra di bordo composta da otto musicisti, diretti dal violinista Wallace Hartley, che ne aveva supervisionato la formazione. Oltre ad Hartley, gli altri membri erano Theodore Brailey, John Hume, Percy Taylor, Frederick Clarke, John Woodward, Roger Bricoux e George Krins. Tutti i musicisti erano britannici tranne gli ultimi due, rispettivamente francese e belga, e avevano suonato su altre navi e per orchestre prestigiose. Erano stati ingaggiati dalla Black Talent Agency, che deteneva, nonostante le critiche al riguardo, il monopolio sulle orchestre dei transatlantici.
Durante la traversata del Titanic, l'orchestra era formata da un quintetto e da un trio, nonostante non siano conosciute con precisione la composizione, né i luoghi delle esibizioni, né il repertorio. La loro presenza era particolarmente apprezzata dai passeggeri. I musicisti non facevano parte dell'equipaggio della nave e viaggiavano come passeggeri di seconda classe. L'orchestra meritò le sue lettres de noblesse nella notte tra il 14 e il 15 aprile, che fu l'unico momento in cui gli otto musicisti si riunirono, suonando fino all'ultimo momento per contenere il panico. L'eroismo dell'orchestra è entrato nella leggenda, così come l'ultimo brano suonato, riguardo al quale le testimonianze non corrispondono, ma che si ritiene sia stato un inno cristiano, probabilmente Più presso a te, Signor. Alcuni storici sostengono che il fatto che l'orchestra non abbia smesso di suonare abbia creato una sensazione di sicurezza che ha impedito alle persone di abbandonare la nave rapidamente.

### Seconda e terza classe
Gli ambienti della seconda classe offrivano ai loro passeggeri un comfort superiore a quelli analoghi delle altre navi. Le cabine si trovavano sui ponti D, E, F e G, alle estremità del transatlantico, e avevano da 2 a 4 letti o cuccette. Avevano anche divani letto e stufe elettriche, che si rivelarono in parte difettose. I passeggeri di seconda classe avevano a disposizione una propria biblioteca ed una propria sala fumatori. Un biglietto di seconda classe costava circa £ 12 (circa $ 60).
Gli ambienti di terza classe occupavano le porzioni di prua e di poppa della nave e la loro sala da pranzo si trovava al centro del ponte F. La legge statunitense imponeva che i passeggeri di terza classe fossero separati dagli altri attraverso ringhiere e cancelli e non avessero libero accesso a tutti gli ambienti di bordo, in modo da evitare il diffondersi di eventuali malattie. A differenza degli ambienti di terza classe di altre navi dell'epoca, quelli del Titanic non avevano enormi dormitori (ne era presente solo uno, situato sul ponte G). I passeggeri celibi erano separati in base al sesso: le donne occupavano le cabine a poppa mentre gli uomini quelle a prua. Le cabine potevano ospitare da due a dieci persone e si trovavano tra i ponti D e G; alcune cabine doppie erano dotate anche di lavabi e ventilatori a soffitto. Il Titanic e l'Olympic furono le prime navi in cui anche la terza classe disponeva di un servizio di ristorazione a bordo, con cibo preparato nelle cucine e servito in una sala dedicata; sulle altre navi, i viaggiatori di terza classe dovevano portare a bordo i propri pasti.
Le famiglie potevano soggiornare nelle stesse cabine, situate al centro della nave. Alcune delle cabine erano dotate anche di un lavandino. Erano presenti solo due vasche da bagno per tutti i passeggeri di terza classe a bordo della nave. Il prezzo di un biglietto di terza classe variava da $ 15 a $ 40.

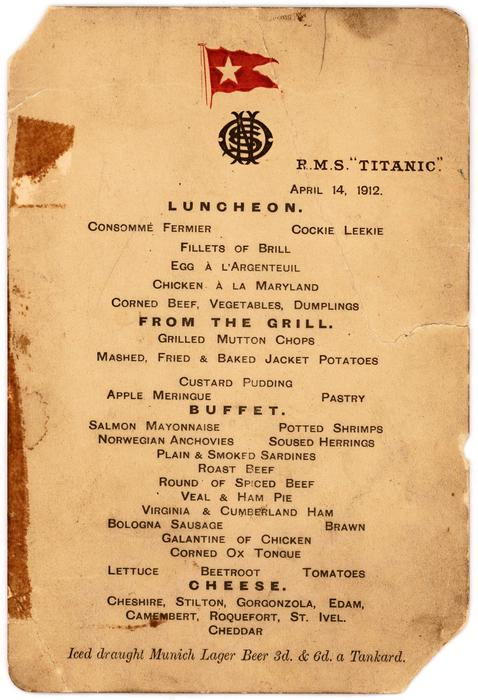
Il menù dell'ultimo pranzo a bordo

### I costi
Il transatlantico Titanic costò circa 7,3 milioni di dollari (174 milioni di dollari del 2010). Un biglietto di sola andata per New York, in suite di prima classe, costava 3100 $, circa 40000 € del 2012; in appartamento di prima classe costava 4350 $ (o 870 sterline del 1912 pari a 83200 dollari del 2007, circa 64100 €); in cabina di prima classe 150 $ (o 30 sterline dell'epoca, pari a 2975 $ del 2007 o 2300 €). In cabina di seconda classe il viaggio costava circa 60 $ (o 12 sterline dell'epoca pari a 1200 dollari del 2007, ovvero circa 930 €), mentre un biglietto di terza classe veniva 32-40 $ (6-8 sterline dell'epoca, circa 595-793 dollari del 2007, fra i 458 e i 610 €). Tuttavia il prezzo variava in base alla stagione e al luogo di partenza.
L'invio di un telegramma privato di 10 parole dal servizio telegrafico di bordo costava 3,12 dollari (12 scellini e 6 pence di allora, l'equivalente di 62 dollari del 2007, 48 euro), con 9 pence in più per ogni parola aggiuntiva.
Una partita a squash costava 50 centesimi ed una seduta al bagno turco 1 dollaro (rispettivamente 9 e 18 dollari odierni).

## Il viaggio

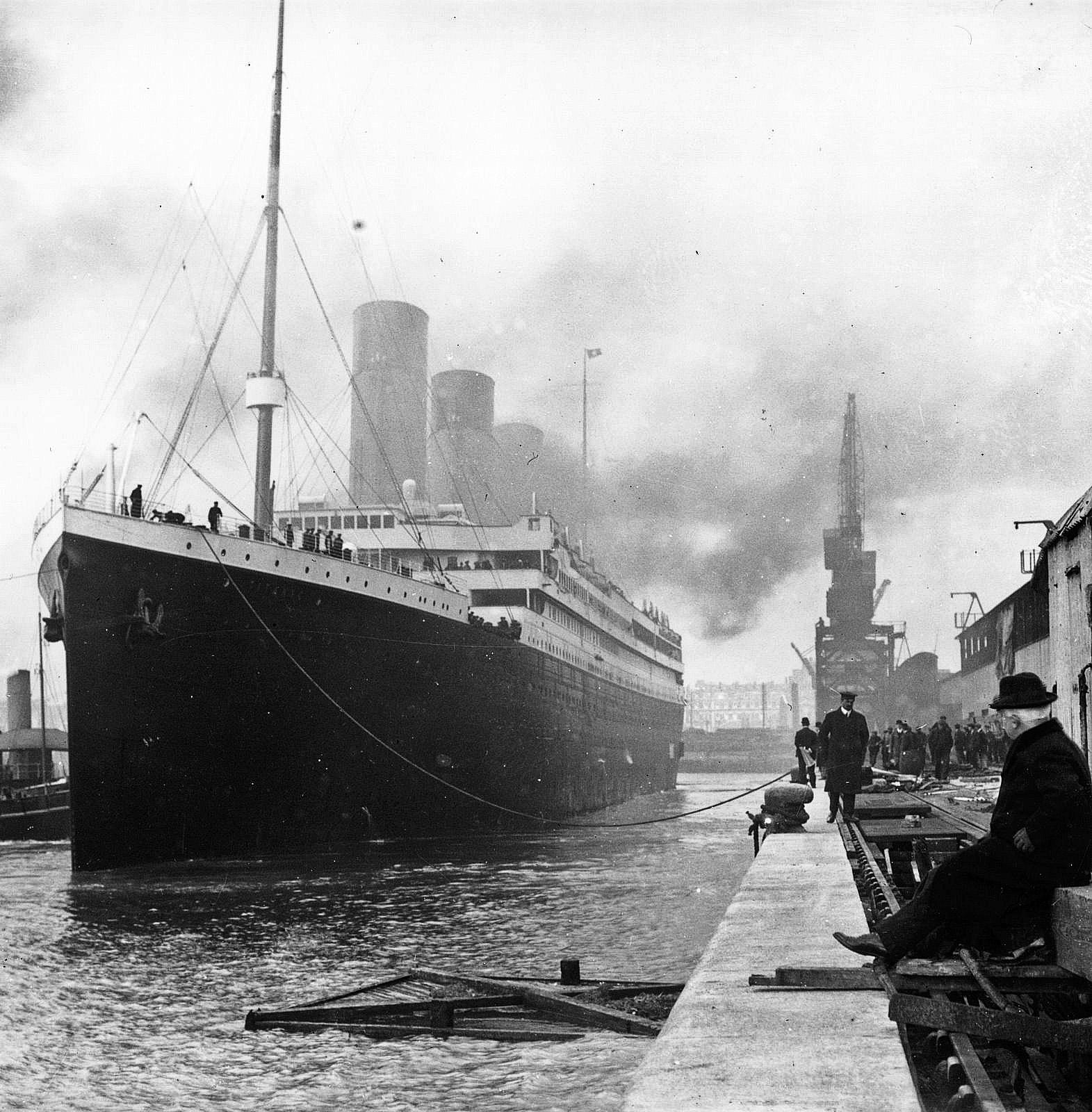
Il Titanic molla gli ormeggi da Southampton

### L'equipaggio
Il Titanic era provvisto di un equipaggio di 892 membri per il suo viaggio inaugurale. Come altre navi analoghe del suo tempo, non aveva personale permanente: i lavoratori che vi prestarono servizio vennero per la maggior parte ingaggiati poche ore prima della partenza da Southampton. Il processo di assunzione e reclutamento era iniziato il 23 marzo e alcuni membri erano stati inviati a Belfast, dove servirono da equipaggio ridotto durante le prove in mare del Titanic e il viaggio verso l'Inghilterra all'inizio di aprile.
Il comandante del Titanic era Edward John Smith, 62 anni, in forza alla White Star Line dal 1880 e comandante dal 1887. Smith, noto per essere uno dei più esperti capitani al mondo, aveva comandato anche il viaggio inaugurale della nave gemella Olympic nel giugno 1911 e, secondo quanto riportato da alcuni quotidiani, pare che avesse pianificato che quello del Titanic sarebbe stato il suo ultimo viaggio prima del pensionamento; in una celebre dichiarazione aveva affermato di non riuscire ad immaginare alcun tipo di inconveniente che potesse accadere ai nuovi transatlantici e che la tecnica di costruzione fosse andata ben oltre gli incidenti che si potessero allora immaginare. Egli volle al suo fianco un comandante in seconda più esperto di quello che gli era stato assegnato: all'ultimo momento chiese quindi alla compagnia di trasbordare Henry Tingle Wilde sul Titanic per il viaggio inaugurale. Wilde, che prima si trovava sull'Olympic, subentrò così a William McMaster Murdoch, che era stato da poco nominato comandante in seconda e venne degradato alla funzione di 1º ufficiale; il 1º ufficiale Charles Lightoller diventò il 2°, mentre il 2º ufficiale previsto in origine, David Blair, fu trasferito su un'altra nave. Il 3º ufficiale fu Herbert Pitman, il 4° Joseph Boxhall, il 5° Harold Lowe ed il 6° James Moody. Il direttore della sala macchine fu l'ingegnere Joseph Bell, mentre nei locali caldaie Frederick Barrett fu il capo fuochista. Il commissario di bordo fu Hugh McElroy.
Blair, l'ufficiale trasferito, portò via con sé i suoi binocoli, che erano gli unici presenti a bordo: per una fatale dimenticanza, non erano stati imbarcati quelli in dotazione esplicita al Titanic. Sembra che il comandante in seconda Wilde non fosse entusiasta di dover partire sul nuovo transatlantico e prima dello scalo a Queenstown scrisse alla sorella: «Questa nave continua a non piacermi, mi dà una strana sensazione».

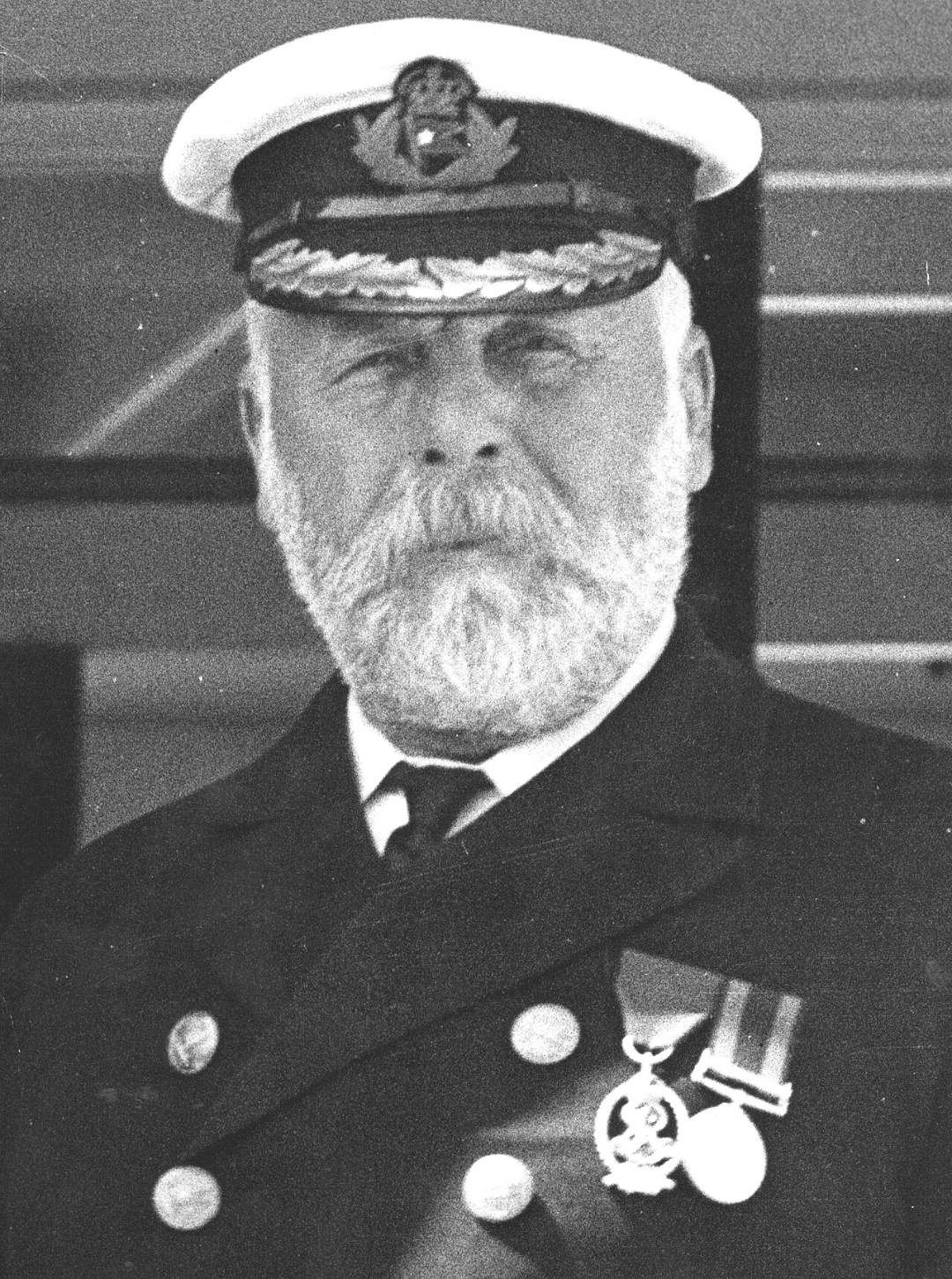
Il comandante Edward J. Smith

Data la sua natura non permanente, la maggioranza dell'equipaggio secondario (specie i macchinisti e i fuochisti responsabili del funzionamento dei motori e delle caldaie, nonché il personale di camera, responsabile delle cambuse e dei passeggeri) non aveva formazione prettamente marinaresca; esso era costituito per oltre il 97% da uomini, con sole 23 donne, principalmente assistenti di bordo. Il resto del personale era adibito ad una grande varietà di mansioni: panettieri, cuochi, macellai, pesciaioli, lavapiatti, camerieri, istruttori ginnici, lavandai, addetti alle pulizie e persino un tipografo, che stampava il quotidiano di bordo destinato ai passeggeri, chiamato Atlantic Daily Bulletin, contenente le ultime notizie ricevute dagli operatori telegrafici della nave.
La maggior parte dell'equipaggio si imbarcò a Southampton il 6 aprile; in tutto, 699 membri provenivano da tale città. Alcuni specialisti erano lavoratori autonomi o erano subappaltatori: tra di essi vi erano cinque impiegati postali, che lavoravano per la Royal Mail del Regno Unito e il Dipartimento delle Poste degli Stati Uniti d'America, il personale del ristorante della prima classe À la carte e del Café Parisien, gli operatori telegrafici Jack Phillips e Harold Bride, dipendenti della Marconi's Wireless Telegraph Company, e gli otto musicisti, imbarcati in seconda classe con un titolo di viaggio di gruppo.

#### Lo stipendio dell'equipaggio
La paga dell'equipaggio variava considerevolmente, dalle 105 £ al mese del capitano Smith (10200 £) alle 3,10 £ (340 £) destinate alle hostess (le due citate sono equivalenze relative al secolo successivo). Il personale addetto alle consegne meno retribuite poteva tuttavia integrare lo stipendio in modo sostanziale grazie alle mance dei passeggeri.

### I passeggeri

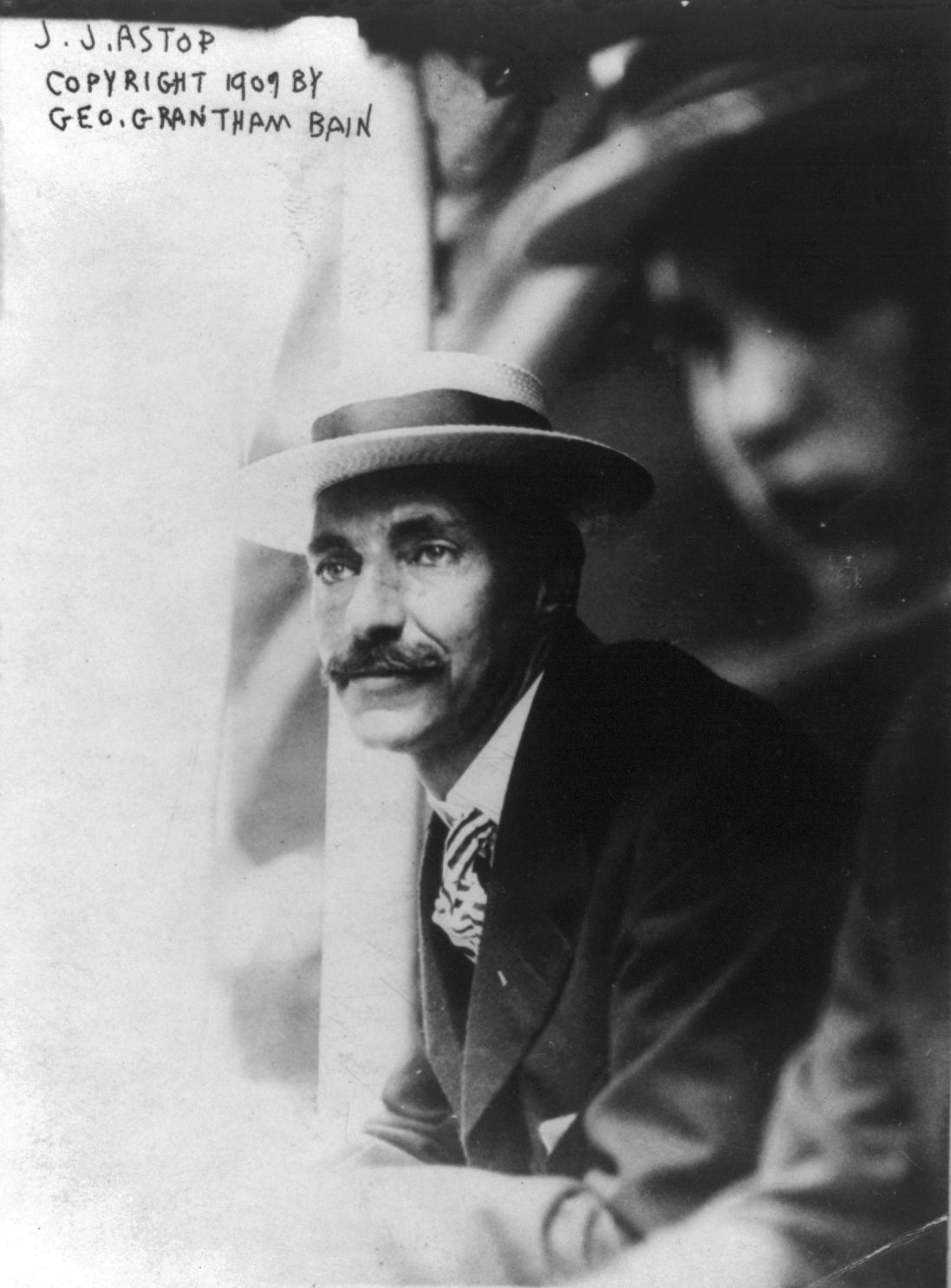
Il colonnello John Jacob Astor IV, il passeggero più facoltoso del Titanic

I passeggeri del Titanic erano teoricamente 1 317: 324 in prima classe, 284 in seconda e 709 in terza; 869 (66%) erano maschi e 447 (34%) femmine. C'erano 107 bambini a bordo, il maggior numero dei quali erano in terza classe. Durante il suo viaggio inaugurale la nave era notevolmente sotto-utilizzata, poiché poteva ospitare 2 453 passeggeri: 833 di prima classe, 614 di seconda e 1 006 di terza.
Molti passeggeri della seconda classe, precedentemente prenotati su altre navi, vennero dirottati sul Titanic a causa di uno sciopero nelle forniture di carbone. Tra loro viaggiava il ceto medio della popolazione, come impiegati, insegnanti e commercianti. La terza classe era affollata di emigranti provenienti da tutte le parti del mondo, che erano coadiuvati dall'interprete di bordo. In prima classe erano imbarcati alcuni dei personaggi più facoltosi e conosciuti dell'epoca, quasi tutti statunitensi. Il più ricco di loro era il milionario John Jacob Astor IV, il cui patrimonio personale ammontava a circa 150 milioni di dollari e che era proprietario di alcuni prestigiosi immobili, tra cui il noto Waldorf-Astoria Hotel di New York, in viaggio insieme alla giovanissima moglie Madeleine.
Vi erano inoltre l'industriale Benjamin Guggenheim (il cui fratello Solomon era titolare dell'omonima fondazione d'arte), Isidor Straus (fondatore del celebre centro commerciale Macy's) e la moglie Ida, Washington E. Roebling (nipote del costruttore del ponte di Brooklyn, John Augustus Roebling), il consigliere presidenziale statunitense Archibald Butt (che tornava in America dopo una missione diplomatica a Città del Vaticano insieme al compagno, il pittore Francis Davis Millet), Arthur Ryerson (magnate americano dell'acciaio), il giornalista inglese William Thomas Stead, Noël Leslie, contessa di Rothes, la scrittrice Helen Churchill Candee, lo scrittore Jacques Futrelle, i produttori di Broadway Henry e Irene Harris, l'attrice cinematografica Dorothy Gibson, la milionaria Margaret "Molly" Brown, lo schermidore Sir Cosmo Duff-Gordon e sua moglie, la stilista Lady Duff Gordon, George Dunton Widener (figlio del magnate dell'industria tranviaria statunitense) con la moglie Eleanor e il figlio Harry Elkins, l'imprenditore del settore ferroviario John Borland Thayer con la moglie Marian ed il figlio primogenito Jack e molti altri.
Avevano invece rinunciato al viaggio Lord Pirrie, presidente dei cantieri Harland and Wolff, e l'ambasciatore americano a Parigi, nonché lo scienziato italiano Guglielmo Marconi, il quale, seppur invitato, preferì imbarcarsi su un altro transatlantico, il Lusitania. In prima classe viaggiava anche l'amministratore delegato della White Star Joseph Bruce Ismay, che aveva avuto l'idea di costruire la nave e ne aveva scelto il nome e che era solito partecipare ai viaggi inaugurali di tutte le imbarcazioni della sua flotta. Era pure presente il principale progettista, Thomas Andrews, che voleva constatare di persona gli eventuali problemi del primo viaggio. Andrews perse la vita nel naufragio, mentre Ismay s'imbarcò sull'ultima lancia disponibile, un battello pieghevole del tipo "Engelhardt".
Il numero esatto di persone a bordo non è noto, in quanto non tutti coloro che avevano acquistato i biglietti si imbarcarono effettivamente sulla nave: circa 50 persone annullarono il viaggio per vari motivi e non tutti quelli che si erano imbarcati rimasero a bordo per l'intero viaggio.

### La traversata

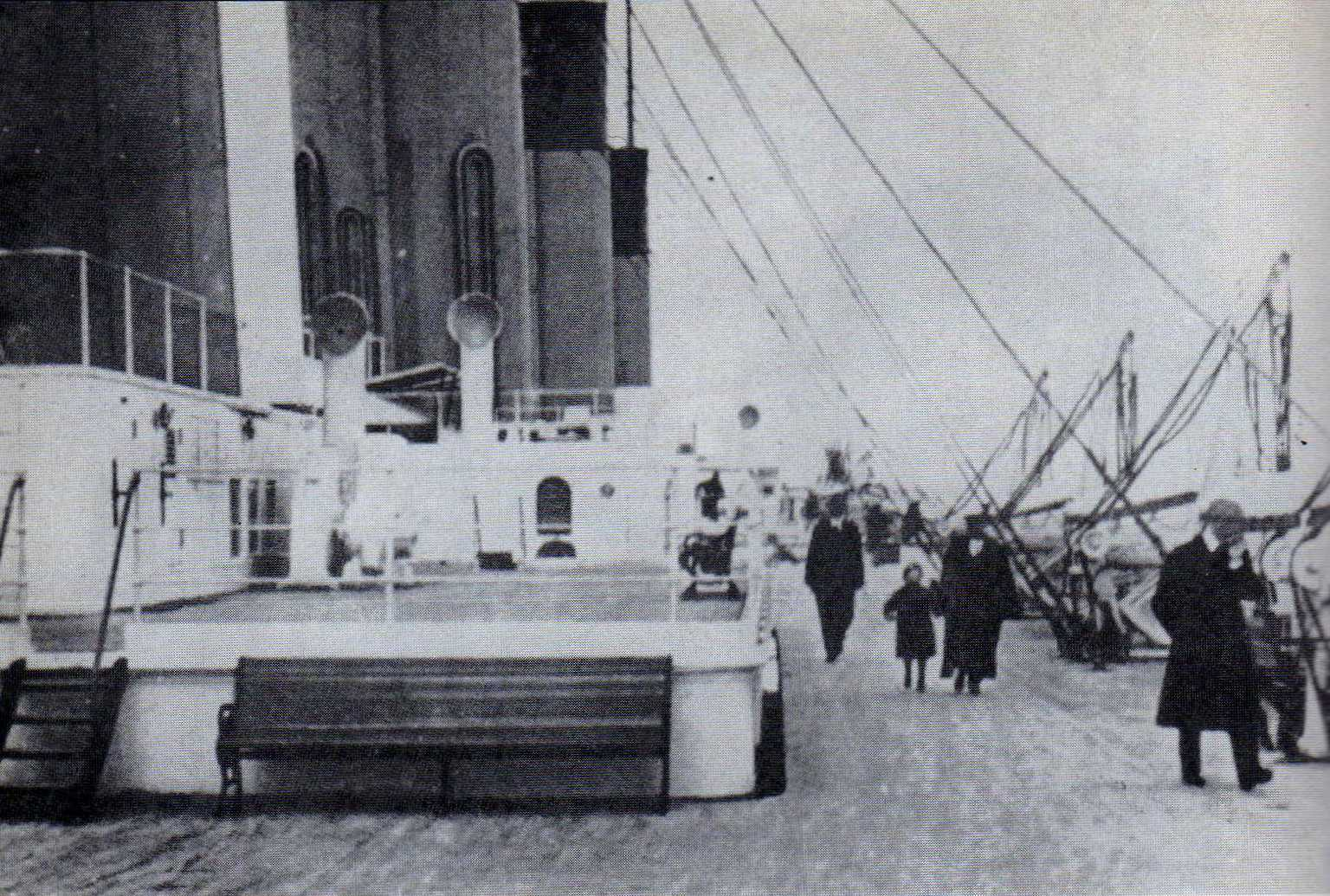
Il ponte lance

Dopo la sua ultimazione, il 31 marzo 1912, la nave partì da Belfast il 2 aprile per giungere a Southampton due giorni dopo.
La nave salpò il 10 aprile 1912 dall'Ormeggio 44 di Southampton (Regno Unito) alle ore 12:06. La durata del viaggio inaugurale del grande transatlantico era prevista di sette giorni, con arrivo previsto al molo 59 di New York la mattina del 17 aprile.
Solo pochi minuti dopo si rischiò un incidente a causa del risucchio d'acqua causato dal movimento del Titanic e delle sue grandi eliche durante la partenza: la piccola nave New York, ormeggiata nelle vicinanze, ruppe gli ormeggi e si avvicinò pericolosamente al gigante. Il mancato incidente causò un ritardo di un'ora e non ebbe conseguenze peggiori grazie all'ordine del comandante Smith di fermare le macchine. Dopo avere attraversato la Manica, il Titanic arrivò in serata a Cherbourg, in Francia, dove sostò completamente illuminato ed imbarcò alcuni passeggeri, per poi partire qualche ora dopo alla volta di Queenstown (oggi Cobh), in Irlanda, dove scesero 7 passeggeri e si imbarcarono numerosi emigranti irlandesi.
Ripartì da Queenstown alle 13:30 dell'11 aprile, seguendo la costa irlandese fino a Fastnet rock. L'ultima fotografia del Titanic in navigazione verso New York venne scattata poco prima che doppiasse tale scoglio. Da quel momento la nave percorse 1 620 miglia nautiche (3 000 km) attraverso il Nord Atlantico e raggiunse un punto nell'oceano noto come "l'angolo", a sud-est di Terranova, dove eseguì un cambio di rotta, come in quel punto facevano tutte le navi dirette verso gli Stati Uniti. Il Titanic navigò ancora per poche ore dopo l'angolo, su una linea lossodromica, percorrendo 1 023 miglia nautiche (1 895 km), per poi avere il fatale contatto con l'iceberg. Per ultimare il viaggio avrebbe dovuto percorrere ancora 193 miglia nautiche (357 km), fino al faro di Ambrose e infine al porto di New York.

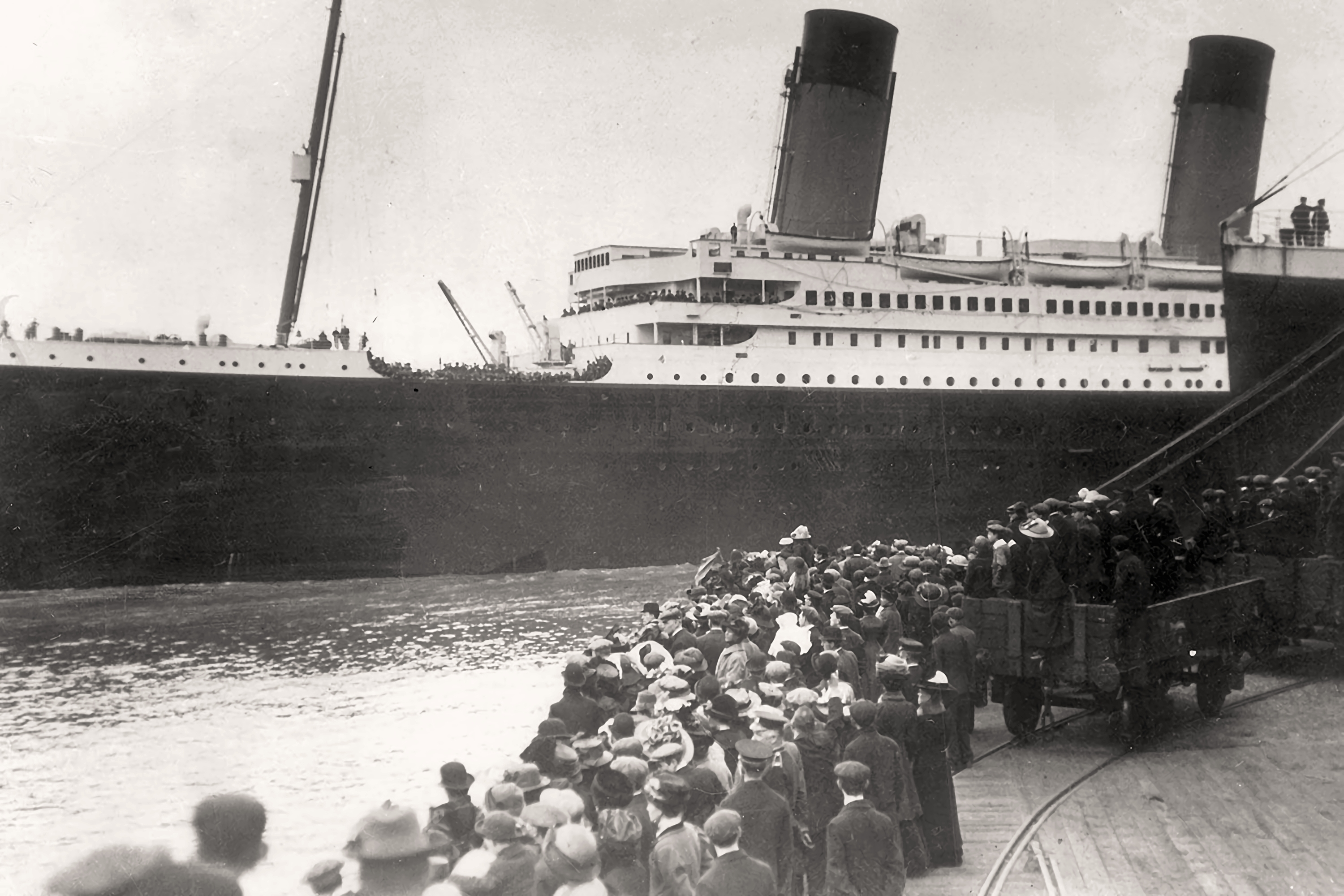
Il Titanic a Southampton, poco dopo la mancata collisione con il New York

Dall'11 aprile a mezzogiorno del giorno successivo, il Titanic coprì 484 miglia nautiche (896 km), il giorno seguente 519 miglia nautiche (961 km) e dal 12 aprile al mezzogiorno dell'ultimo giorno del suo viaggio 546 miglia nautiche (1 011 km). Da allora fino al momento dell'affondamento viaggiò per altre 258 miglia nautiche (478 km), con una velocità media di circa 21 nodi (39 km/h). Presso le coste dell'Irlanda il cielo era nuvoloso ed era presente vento contrario, ma entrando nell'Atlantico le nuvole si diradarono. Le temperature rimasero piuttosto miti sabato 13 aprile, mentre domenica 14 aprile il bastimento attraversò un fronte freddo con venti forti e onde fino a 2,4 metri. Le onde diminuirono di intensità nel corso della giornata, fino a quando, in serata, il tempo divenne sereno, con il cielo in condizione di luna nuova (quindi assenza della Luna visibile) mare molto calmo e temperatura poco superiore agli zero gradi centigradi.
Già la sera dell'11 aprile, quando la nave si trovava ancora al largo delle coste irlandesi, le arrivò un marconigramma con segnalazioni di iceberg nei pressi di Terranova, ma il messaggio non fu recapitato al capitano. Tra il 12 e il 13 aprile arrivarono molti altri avvertimenti di presenza di ghiaccio galleggiante, ma nessuno di questi fu mai recapitato a Smith.

### Le ultime ore
Il 14 aprile, dopo quattro giorni di navigazione, verso le 13:30, il comandante discusse con Bruce Ismay di un messaggio appena ricevuto dal piroscafo Baltic, anch'esso della White Star Line, che segnalava la presenza di ghiaccio a 400 km sulla rotta del Titanic. Il direttore della compagnia non diede eccessivo peso alla cosa, quindi venne ritenuto sufficiente spostare la rotta del transatlantico sulla traccia esterna meridionale (Outward Southern Track), un corridoio di navigazione concordato per le navi di linea. I due uomini discussero anche della velocità, decidendo di portarla al massimo possibile. Nelle precedenti 24 ore, infatti, erano state percorse ben 546 miglia nautiche e c'era la possibilità di arrivare a New York con un giorno di anticipo, evento che avrebbe potuto essere ampiamente sfruttato a fini promozionali (similarmente a quanto accaduto alla nave gemella Olympic, che circa un anno prima aveva riscosso grande successo compiendo lo stesso percorso in poco meno di sei giorni e senza nemmeno accendere tutte le caldaie). Non è mai stato chiarito chi si prese la responsabilità finale della decisione.
In giornata continuarono ad arrivare via radio svariate segnalazioni di iceberg, ma nessuna di queste arrivò mai in plancia di comando: alle 13:45 giunse un messaggio di segnalazione dal piroscafo Amerika e nel pomeriggio fu ricevuto un altro avviso dal Mesaba. I marconisti del Titanic, oltretutto, non prestarono attenzione a questi dispacci, poiché impegnati nell'invio dei numerosi messaggi privati dei passeggeri, che si erano accumulati fin dal giorno prima a causa di un guasto all'apparecchiatura radio (i cavi del trasformatore secondario si erano bruciati).
Verso le 21:00 la temperatura era scesa a un grado sopra lo zero. In tale frangente Smith, dopo aver cenato nel ristorante su invito di alcuni passeggeri, si recò in plancia e parlò con Lightoller delle condizioni eccezionalmente calme del mare, poi si ritirò in cabina ordinando di chiamarlo se fosse accaduto qualcosa di strano e di diminuire la velocità in caso di foschia. L'abbassamento della temperatura poteva far supporre che la nave si stesse avvicinando a un banco di iceberg, sicché Lightoller disse alle vedette di prestare particolare attenzione ai ghiacci galleggianti, soprattutto a quelli di ridotte dimensioni, detti growlers. Alle 22:00 Lightoller si ritirò a sua volta in cabina e venne sostituito al comando da Murdoch.
Alle 23:00 il mercantile Californian, che sostava bloccato nella banchisa a 17 miglia a nord-ovest dal Titanic, inviò un marconigramma urgente per segnalare di essersi fermato a causa della presenza di un vasto campo di iceberg in zona; anche questo messaggio non venne recapitato in plancia e anzi il marconista Phillips, dopo aver sentito il messaggio dell'operatore del Californian ad altissimo volume a causa della vicinanza delle due navi, gli rispose seccato dicendogli di tacere, visto che gli aveva interrotto una conversazione con la stazione telegrafica di Capo Race, a Terranova. Analizzando nel complesso l'atteggiamento di tutto l'equipaggio del Titanic, si nota un diffuso eccesso di leggerezza e sicurezza.

#### La collisione

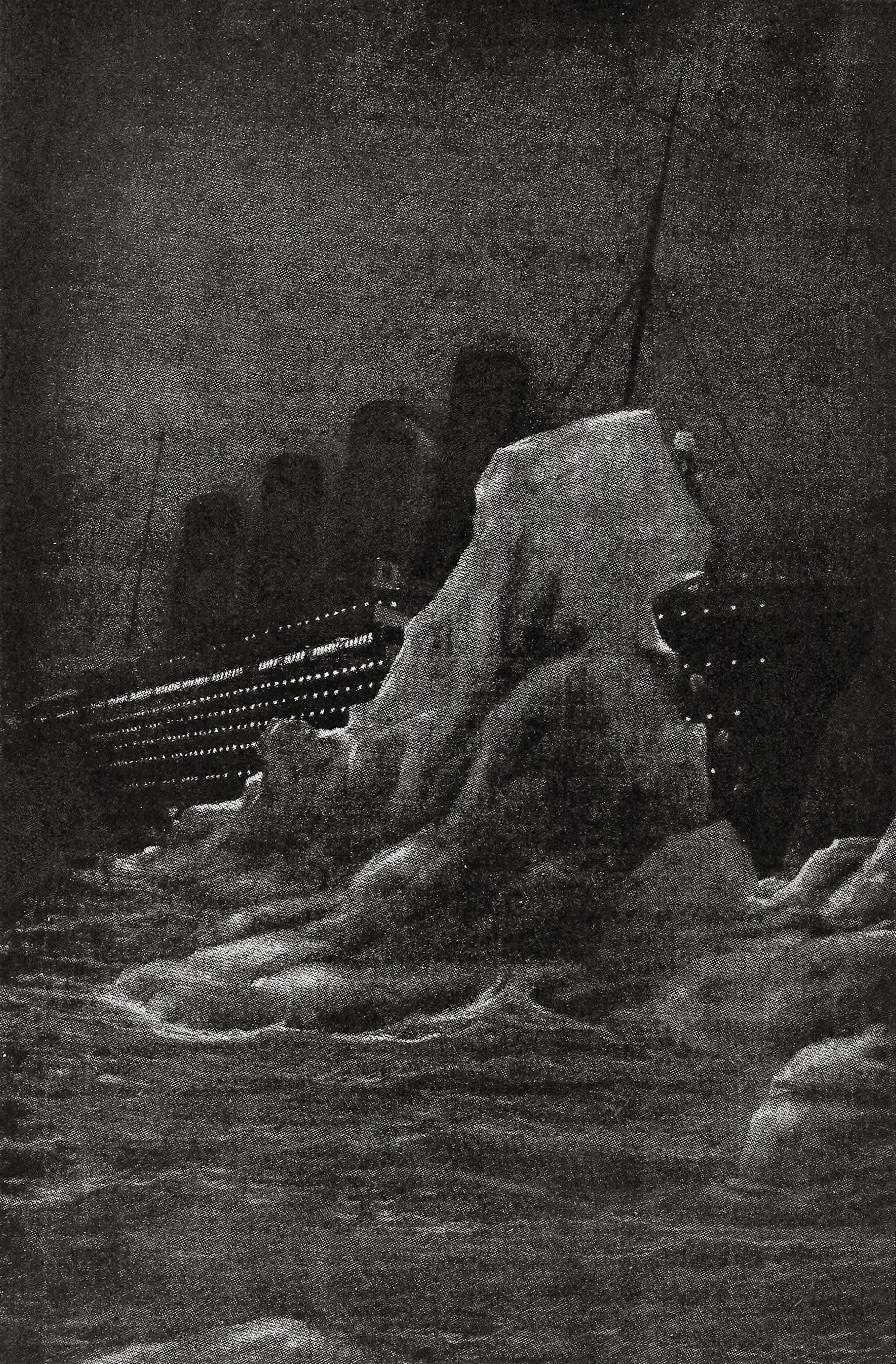
Un disegno immaginario della collisione, di Sir James Henry Potts (1914)

La dinamica precisa della collisione non è mai stata chiarita appieno. La manovra stessa eseguita per evitare l'iceberg è stata messa in discussione negli anni e interpretata in diversi modi, sia dai testimoni alle inchieste, sia dagli esperti di navigazione dell'epoca e posteriori.
Quello che è certo è che alle 23:40 (ora locale della nave, UTC-3) le vedette Frederick Fleet e Reginald Lee videro una massa scura di fronte alla nave, che riconobbero essere un iceberg; già qualche minuto prima avevano scorto in lontananza uno strano luccichio, ma trovandosi a operare "a occhio nudo", a causa della mancanza dei binocoli, l'avvistamento effettivo avvenne diversi minuti dopo, quando ormai la distanza tra il blocco di ghiaccio e la nave era di poche centinaia di metri. Alcuni uomini di mare, chiamati a dare un parere durante le inchieste, furono però dell'idea che, in una notte senza luna, un ostacolo al buio si sarebbe individuato più facilmente a visuale aperta, anziché ingrandita e concentrata su un punto. Lo stesso Sir Ernest Shackleton, esperto dei mari glaciali, sostenne questa teoria all'inchiesta del Regno Unito del Board of Trade.
Istintivamente Fleet diede l'allarme suonando tre volte la campana e telefonò alla plancia di comando, dove gli rispose il sesto ufficiale James Moody, che gli chiese cosa avesse visto, domanda alla quale la vedetta rispose «Iceberg, right ahead!» («Iceberg, proprio davanti!»). Al comando della nave, in quel momento, come già accennato, si trovava il primo ufficiale Murdoch, il quale innanzitutto si preoccupò di allontanare la prua dall'iceberg, ordinando pertanto al timoniere Robert Hichens di virare tutto a sinistra. La manovra avrebbe però avvicinato la poppa all'ostacolo ed è per questo che poco dopo Murdoch ordinò anche una contro-virata a dritta. Non è chiaro se il secondo ordine venne dato prima o dopo la collisione, ma il marinaio Alfred Olliver, che in quel momento si trovava nei pressi della plancia, dichiarò di averlo sentito dare chiaramente. Prima della collisione fu anche dato l'ordine di chiudere tutte le porte stagne.
Per quanto riguarda i motori, molti sostennero che furono messi "indietro tutta", ma questo potrebbe non essere vero. La diminuzione della velocità di una nave rende infatti meno efficiente l'effetto evolutivo del timone, per cui una virata di emergenza con la nave "frenata" sarebbe stata più lenta e meno efficace, e Murdoch, uno degli ufficiali più anziani ed esperti in forza alla White Star, doveva ben essere a conoscenza di ciò; inoltre l'inversione istantanea delle macchine alla velocità di crociera (una manovra chiamata crash stop) avrebbe provocato una forte scossa per tutta la nave, che nessuno ha dichiarato di aver sentito, e avrebbe addirittura potuto far saltare gli assi e danneggiare i motori. Sicuramente Murdoch fece fermare le macchine, dal momento che i fuochisti ricevettero come primo ordine quello di chiudere gli ammortizzatori delle caldaie e quindi di diminuire la pressione del vapore, necessario al pieno funzionamento dei propulsori, ma non è chiaro se poi le fece invertire, in quanto un ordine di "indietro tutta" avrebbe comportato la necessità di alimentare ancor di più le caldaie e quindi continuare a produrre vapore. Oltretutto, come già accennato, soltanto le due eliche laterali della nave, azionate dalle motrici alternative, potevano ruotare in entrambi i sensi, mentre quella centrale, azionata dalla turbina a bassa pressione, non poteva essere invertita e, in caso di ordine di "indietro tutta", poteva solo essere fermata.
Dalle testimonianze dei superstiti l'impatto non fu quasi avvertito in prima classe, se non per un tintinnio dei lampadari di cristallo e per alcuni oggetti che caddero dai comodini; i passeggeri di seconda classe lo descrissero come "una vibrazione ovattata, strana e breve", quelli di terza parlarono di "un botto sordo".
I primi ad assistere al cedimento dello scafo furono i fuochisti, i quali però non capirono subito la reale entità del danno. Uno di loro rese la seguente testimonianza:
Lightoller, che in quel momento si trovava lecitamente a letto nella sua cabina, testimoniò di aver avvertito soltanto « [...] un'interruzione nella monotonia del movimento».

#### Prime fasi dopo l'impatto

La posizione registrata del Titanic al momento dell'impatto fu. Il relitto fu trovato al, a circa 25 km di distanza.

Mentre l'acqua cominciava a invadere i compartimenti, il comandante Smith rientrò in servizio ed ordinò di scandagliare la nave. Secondo gli studi compiuti durante la progettazione, la nave sarebbe potuta rimanere a galla anche con quattro compartimenti allagati in successione, ma non con cinque, e le sei falle aperte dall'iceberg interessavano i primi cinque compartimenti prodieri. La situazione pertanto apparve subito drammatica.
Sebbene le paratie fossero state chiuse prontamente, l'attivazione delle pompe idrauliche non facilitò l'evacuazione dei compartimenti caldaie, in cui si registrarono le prime vittime. Dopo 15 minuti tutti i locali caldaie furono evacuati. Nello stesso tempo alle sale macchine e alle zone turbine fu ordinato di arrestare completamente la propulsione, ma al personale non fu detto di abbandonare i posti; di conseguenza tutti i banchi elettrici degli alternatori rimasero in funzione sino alle ultime fasi del naufragio.
L'allagamento delle sale macchine procedette per gradi e fu notevolmente ritardato dalla chiusura delle porte stagne e dalle pompe: ciò permise di continuare a fornire energia elettrica per il funzionamento delle apparecchiature e per l'illuminazione necessarie alle operazioni di evacuazione della nave.
I calcoli effettuati da Thomas Andrews rivelarono che il transatlantico si sarebbe inabissato entro un'ora e mezza o due ore al massimo. Fu dato quindi l'ordine di abbandonare la nave.
Il Titanic era dotato di 3560 salvagenti individuali, ma di sole 16 lance di salvataggio (più 4 pieghevoli), per una capacità totale di 1178 posti, insufficienti per tutti i passeggeri e l'equipaggio. Per le operazioni d'imbarco sulle scialuppe il comandante prescrisse di far salire "prima le donne e i bambini", ma alcuni degli ufficiali equivocarono tale ordine, impedendo agli uomini di salire sulle lance; in realtà il comandante intendeva dire che gli uomini sarebbero potuti salire dopo le donne e i bambini se fosse rimasto spazio libero. La prima lancia fu calata in mare alle 00:40 dal lato di dritta con sole 28 persone a bordo; poco dopo ne fu calata una con solo 12 persone, sebbene la capacità delle lance fosse di 65 passeggeri l'una. Molte altre lance vennero calate in mare con parecchi posti vuoti.
(Testimonianza di Washington Dodge)

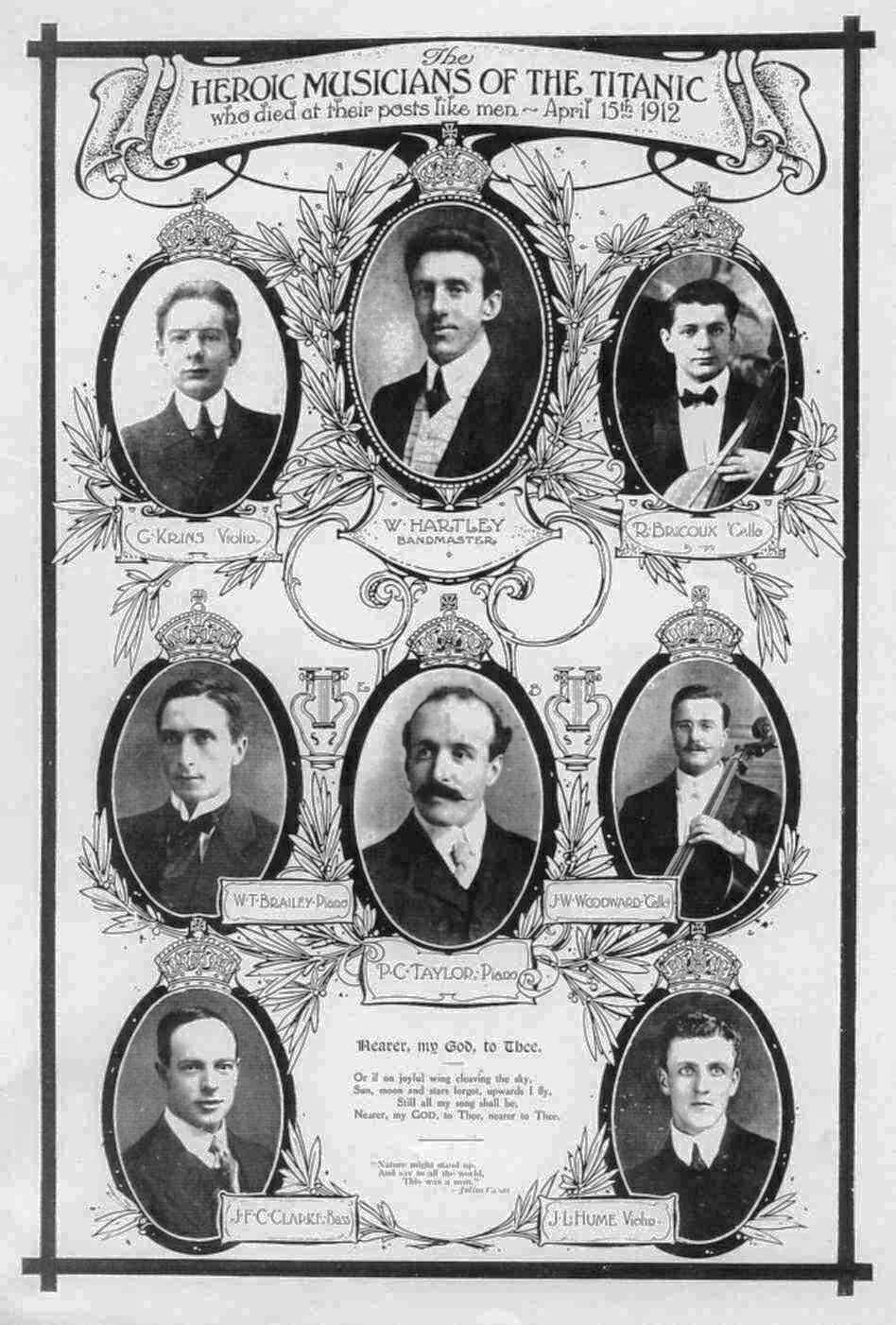
I componenti dell'orchestra continuarono a suonare durante il naufragio

I passeggeri di prima e seconda classe ebbero facile accesso al ponte lance tramite le scale che conducevano al ponte d'imbarco, mentre i passeggeri di terza ebbero notevoli difficoltà a trovare il percorso. Di tutti i passeggeri di terza classe se ne salvò soltanto un terzo; ciò diede origine alla “leggenda”, supportata anche da alcune testimonianze, secondo la quale vennero intenzionalmente trascurati.
Poco dopo la mezzanotte, il 4º ufficiale Boxhall scorse le luci di una nave a circa 10 miglia di distanza: si trattava del Californian. Smith autorizzò quindi il suo sottoposto a sparare otto razzi di segnalazione, uno ogni cinque minuti, ma non ottenne alcun risultato. Più o meno allo stesso momento, il comandante si recò personalmente in sala radio a consegnare una richiesta di aiuto ai due marconisti, i quali a partire dalle 00:15 inviarono i primi messaggi di emergenza col codice CQD; dalle 00:45 venne adottato anche il nuovo segnale SOS. Il primo uomo in Europa a captare la richiesta di soccorso fu il radioamatore Arthur Moore. Il primo bastimento a rispondere fu il tedesco SS Frankfurt, seguito da molte altre imbarcazioni, le quali erano però tutte troppo distanti per intervenire in tempi brevi. Dalla terraferma, anche la stazione di Cape Race provvide a diffondere la richiesta di aiuto.
I segnali di allarme giunsero anche all'Olympic, che era anch'esso in navigazione, sulla tratta opposta New York-Southampton, ma si trovava lontanissimo, a circa 930 km dal luogo della collisione. La nave gemella del Titanic comunque si adoperò a sua volta per fare da "ponte radio", essendo dotata di un telegrafo estremamente potente.
La nave più vicina ad aver risposto era il RMS Carpathia, distante 58 miglia nautiche (circa 93 km). Il marconista del Carpathia Harold Cottam aveva infatti ricevuto un messaggio da Capo Race in cui si segnalava la presenza di alcuni messaggi privati destinati al Titanic e, pensando di rendersi utile, aveva notificato ciò al celebre transatlantico, ricevendo in risposta il segnale di soccorso. Allibito, Cottam svegliò velocemente il comandante Arthur Rostron, il quale tracciò subito un percorso verso l'ultima posizione nota del piroscafo della White Star Line e diede l'ordine di invertire la rotta e mettere le macchine avanti tutta; venne però calcolato che sarebbero occorse quattro ore per arrivare sul posto. La nave in assoluto più vicina era in realtà il già citato Californian, distante circa 15 km, che sarebbe quindi stato perfettamente in grado di intervenire ben più tempestivamente del Carpathia. Il bastimento della Leyland Line in quel momento sostava a macchine ferme per via dei ghiacci e non reagì al segnale di soccorso del Titanic in quanto il suo telegrafista Cyril Evans, dopo che era stato zittito, aveva disattivato l'apparecchio radio e si era ritirato nella sua cabina; i membri del suo equipaggio videro gli spari pirotecnici provenienti dalla nave che stava affondando, ma non ne capirono il significato, quindi il comandante Stanley Lord ordinò semplicemente di tentare un contatto con la lampada Morse, che però fallì.
Due ore dopo l'impatto con l'iceberg, il Titanic aveva imbarcato almeno 25 milioni di litri d'acqua (pari a circa 25000 tonnellate) e la situazione cominciava ad assumere aspetti drammatici. L'orchestra di bordo continuò a suonare fino all'1:40 circa. L'ultimo brano suonato fu un inno cristiano, forse Autunno o più probabilmente Nearer, My God, to Thee (Più presso a te, Signor). Tutti i musicisti morirono nel naufragio.

#### Fasi finali dell'inabissamento

Una GIF animata del naufragio, a colori e con l'orario indicato per ogni fase dell'affondamento

Grazie alle testimonianze dei sopravvissuti ed alle ricostruzioni effettuate dopo il ritrovamento del relitto, si è stabilito che verso l'1:30 la prua della nave era completamente sommersa, con la poppa fuori dall'acqua.
La scialuppa pieghevole D venne calata in mare con 44 persone a bordo (la capacità era di 47) dopo che Lightoller e i suoi marinai l'avevano difesa dall'assalto degli altri passeggeri. Queste erano le ultime lance rimaste a disposizione. Circa un centinaio di persone si radunarono intorno a due sacerdoti e cominciarono a recitare il rosario. Con loro arrivarono anche tutti i macchinisti, che avevano lavorato alle pompe, ritardando il più possibile l'inabissamento e assicurando energia elettrica fino quasi alla fine: i macchinisti morirono tutti, così come tutto il personale non marittimo.

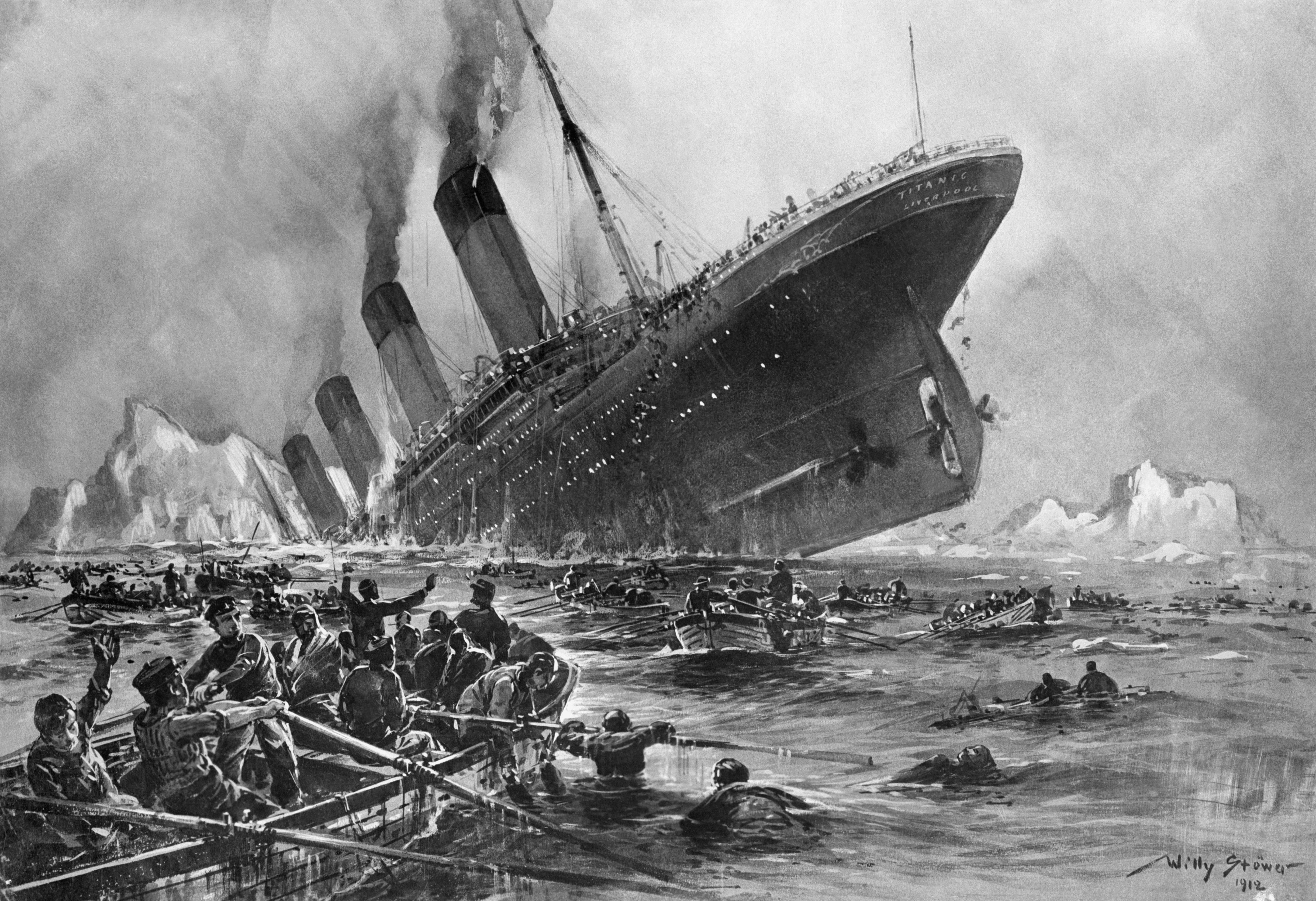
Il naufragio in un dipinto d'epoca di Willy Stöwer

Verso le ore 2:10 la poppa si era sollevata al punto da formare un angolo di 30° con la superficie del mare, stagliandosi contro il cielo stellato. La forza terrificante generata dall'emergere dello scafo provocò il lento schiacciamento della chiglia e la dilatazione delle sovrastrutture, che portarono lo scafo al punto di rottura. Secondo i calcoli effettuati dagli scienziati della spedizione del 1997, sul Titanic agì in quel momento una pressione di tre tonnellate per centimetro quadrato. I fumaioli si staccarono uno dopo l'altro, a cominciare da quello più a prua, mentre l'acqua ruppe i vetri della cupola e inondò lo scalone, riversandosi nella nave.
Il testimone oculare Jack Thayer rese questa testimonianza:
(Testimonianza di Jack Thayer)
L'acqua penetrò all'interno della crepa prodotta dalla frattura della nave in due tronconi, velocizzando l'inabissamento del troncone di prua (nonostante non si fosse ancora completamente staccato dal troncone di poppa) e consentendo alla poppa di rialzarsi perpendicolarmente. In quel momento la prua si staccò completamente e si inabissò, lasciando galleggiare la poppa per qualche minuto.
Alle 2:20 anche la parte poppiera, ormai invasa dall'acqua, colò a picco verticalmente, portando a termine la breve vita del Titanic.

### Le operazioni di salvataggio

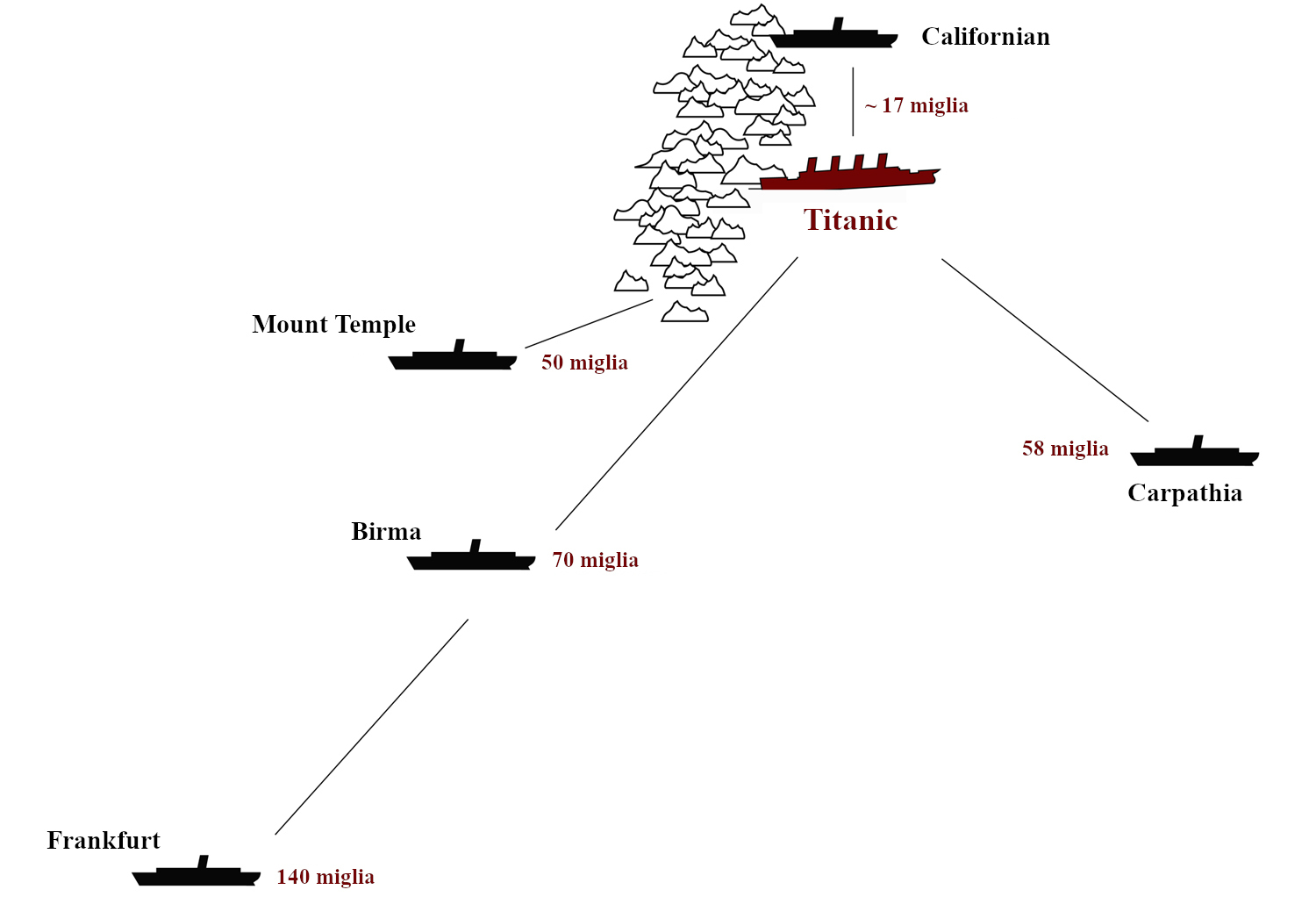
Le navi più vicine al Titanic la notte del naufragio

La quasi totalità dei superstiti risultò consistere nelle persone che avevano preso posto sulle lance, mentre pochissimi furono i sopravvissuti tra quanti erano ancora a bordo del Titanic nella fase finale del naufragio. La temperatura era di circa 0 °C, condizione in cui l'essere umano, senza protezioni, è in grado di resistere al massimo per 10 minuti prima di assiderarsi. Gran parte dei naufraghi morì appunto per ipotermia e non per annegamento, dato che quasi tutti indossavano il giubbotto salvagente; un caso particolare in questo senso fu il panettiere Charles Joughin, il quale rimase a mollo nelle gelide acque oceaniche per quasi un'ora e mezza, probabilmente perché aveva bevuto alcuni bicchieri di whisky durante il naufragio.
Otto membri dell'equipaggio, due dei quali morirono per ipotermia dopo il salvataggio, furono recuperati dalla lancia numero 4, la penultima a lasciare la nave che, al comando del timoniere Walter Perkis, si era trattenuta nei pressi del transatlantico allo scopo di imbarcare altri passeggeri dai portelloni laterali (che però furono trovati chiusi) e di recuperare quelli che potevano raggiungerla a nuoto.
Altri quattro naufraghi, uno dei quali deceduto dopo il recupero, vennero tratti in salvo dalla lancia n. 14 che, al comando del quinto ufficiale Harold Godfrey Lowe, fu l'unica imbarcazione a tornare verso il gruppo dei naufraghi in cerca di superstiti.
Venti o trenta naufraghi riuscirono a raggiungere la pieghevole «A», rimasta alla deriva semiallagata (all'interno vi erano 30-35 centimetri d'acqua, tanto che i superstiti dovettero trascorrere ore con l'acqua alle ginocchia) e con i fianchi di tela abbassati. Molti di essi morirono di ipotermia nel corso della notte, mentre i sopravvissuti, il cui numero non è mai stato del tutto accertato (si pensa tra le 14 e le 20 persone), vennero recuperati, la mattina seguente, dalla lancia numero 14.
Tra i superstiti della pieghevole «A» vi fu anche Rhoda Mary Abbott, l'unica donna sopravvissuta a non essere salita su una lancia prima del definitivo inabissamento. Alcune decine di superstiti si arrampicarono invece sui resti della pieghevole «B», che si era capovolta, ma alcuni di essi morirono d'ipotermia nel corso della notte; tra di essi vi fu primo radiotelegrafista Jack Phillips, che spirò appena dopo essersi salvato, facendo appena in tempo a comunicare i nomi di tutte le navi con cui aveva dialogato lanciando i segnali d'emergenza. I naufraghi sopravvissuti invece vennero presi a bordo, la mattina successiva, dalle lance 4 e 12. Tra i superstiti della pieghevole «B» vi furono il secondo ufficiale Charles Lightoller (il quale fece disporre gli altri su due file, in modo da non far ribaltare la lancia) il secondo radiotelegrafista Harold Sidney Bride e i passeggeri di prima classe Jack Thayer e Archibald Gracie, che furono tra i principali testimoni oculari delle fasi finali dell'inabissamento del Titanic.
L'unica altra lancia a recuperare dei superstiti dall'acqua fu la pieghevole «D», i cui occupanti trassero in salvo il passeggero di prima classe Frederick Maxfield Hoyt, che era riuscito a raggiungere a nuoto l'imbarcazione, una delle più vicine al Titanic, saltando in mare dopo avervi fatto salire la moglie. Verso le 4:00 giunse sul posto il Carpathia, che nell'arco delle successive quattro ore recuperò i naufraghi sopravvissuti sulle lance. Le salme di quattro vittime decedute a bordo delle lance furono sepolte in mare dal piroscafo: si trattava, probabilmente di David Livshin/Abraham Harmer (pieghevole B), William Fisher Hoyt (lancia 14), Sidney Conrad Siebert e Willam Henry Lyons (lancia 4), tutte persone recuperate dal mare. A bordo fu poi tenuta una cerimonia religiosa per i dispersi e alle 8:50 la nave partì per New York, dove arrivò il 18 aprile con 706 superstiti.

## Le inchieste sul naufragio

Una scheda dei danni subiti dal Titanic durante il naufragio

Subito dopo il naufragio furono aperte due inchieste, una da parte del governo statunitense e una dal governo del Regno Unito.
L'inchiesta statunitense fu avviata il 19 aprile 1912; la commissione era composta da 6 senatori di varie appartenenze politiche, presieduti da William Alden Smith. Questa decisione fu assunta dal Congresso.
L'inchiesta del Regno Unito ebbe invece luogo dal 2 maggio al 3 luglio 1912, principalmente presso il London Scottish Drill Hall. Il luogo era stato scelto per le sue grandi dimensioni, poiché era previsto un pubblico considerevole.
Le inchieste giunsero alle conclusioni che la mancanza di preparativi per le emergenze aveva fatto sì che i passeggeri e l'equipaggio del Titanic fossero stati colti alla sprovvista; l'equipaggio non era stato adeguatamente addestrato; l'unico dei tanti avvisi di iceberg ricevuti che era giunto al capitano Smith era stato da lui sottovalutato; il Board of Trade si sarebbe dovuto occupare con maggiore attenzione del numero delle scialuppe; il capitano del Californian Stanley Lord aveva trascurato le richieste di aiuto della nave in difficoltà.
Le raccomandazioni dei rapporti delle due inchieste portarono a molti cambiamenti delle leggi sulla sicurezza navale.

## Il relitto

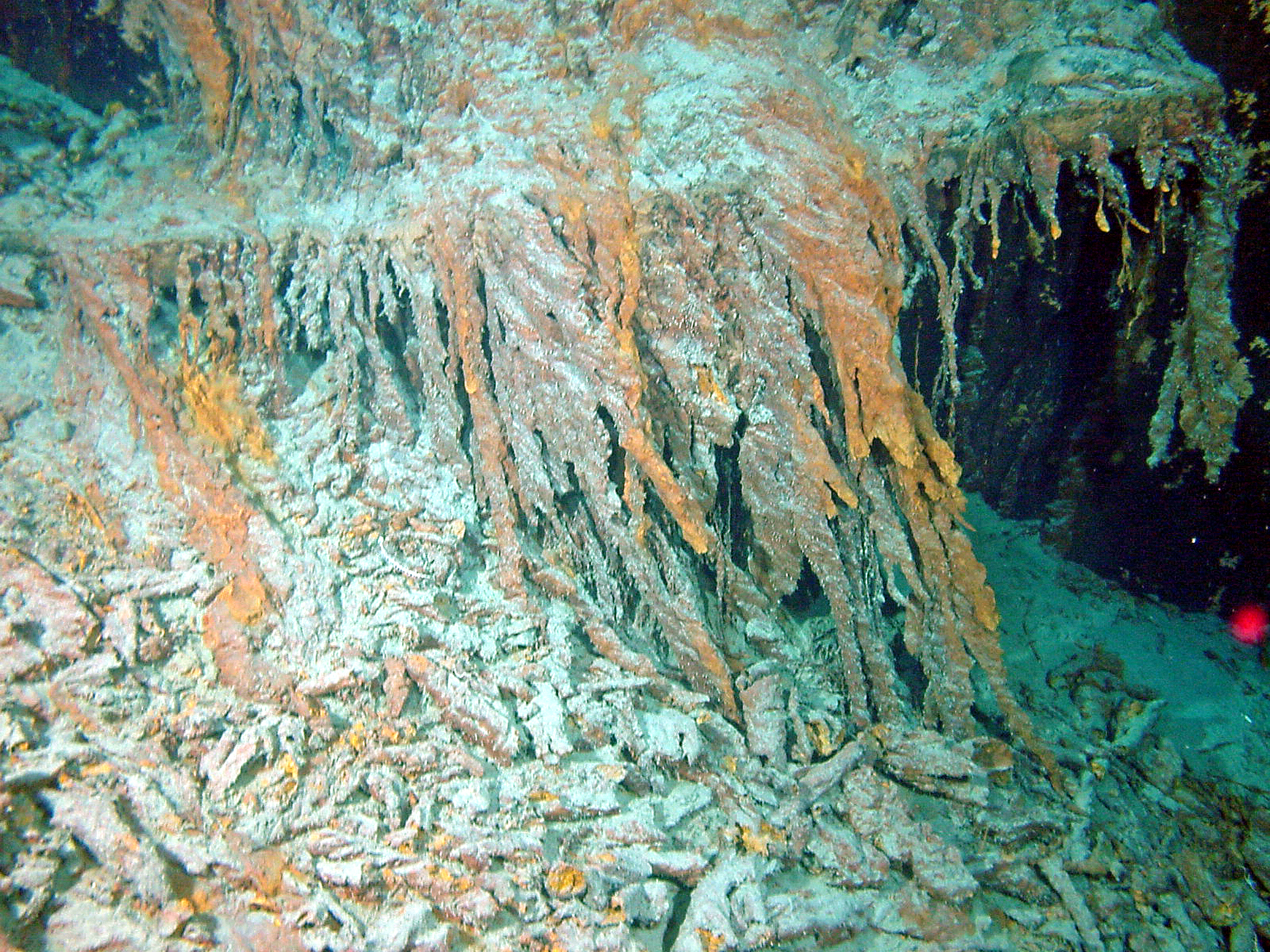
Rusticles sul relitto del Titanic. Sono delle formazioni sedimentarie di ossidi di ferro e batteri, causati principalmente dall'Halomonas titanicae, batterio scoperto nel 2010 e battezzato con tale nome proprio in onore del transatlantico

Il relitto del Titanic venne scoperto il 1º settembre 1985, a 73 anni di distanza dall'affondamento, dal ricercatore Robert Ballard. Ballard e il suo team calcolarono la posizione del relitto grazie ad alcuni rilievi effettuati in spedizioni fallimentari precedenti e, con un sommergibile chiamato Argo, cominciarono ad esplorare il fondale marino cercando di individuare la nave. Dopo una settimana di ricerche, comparve sui loro monitor l'immagine di una caldaia, che sembrava essere proprio del tipo installato sul transatlantico. Il giorno seguente individuarono la sezione di prua della nave.

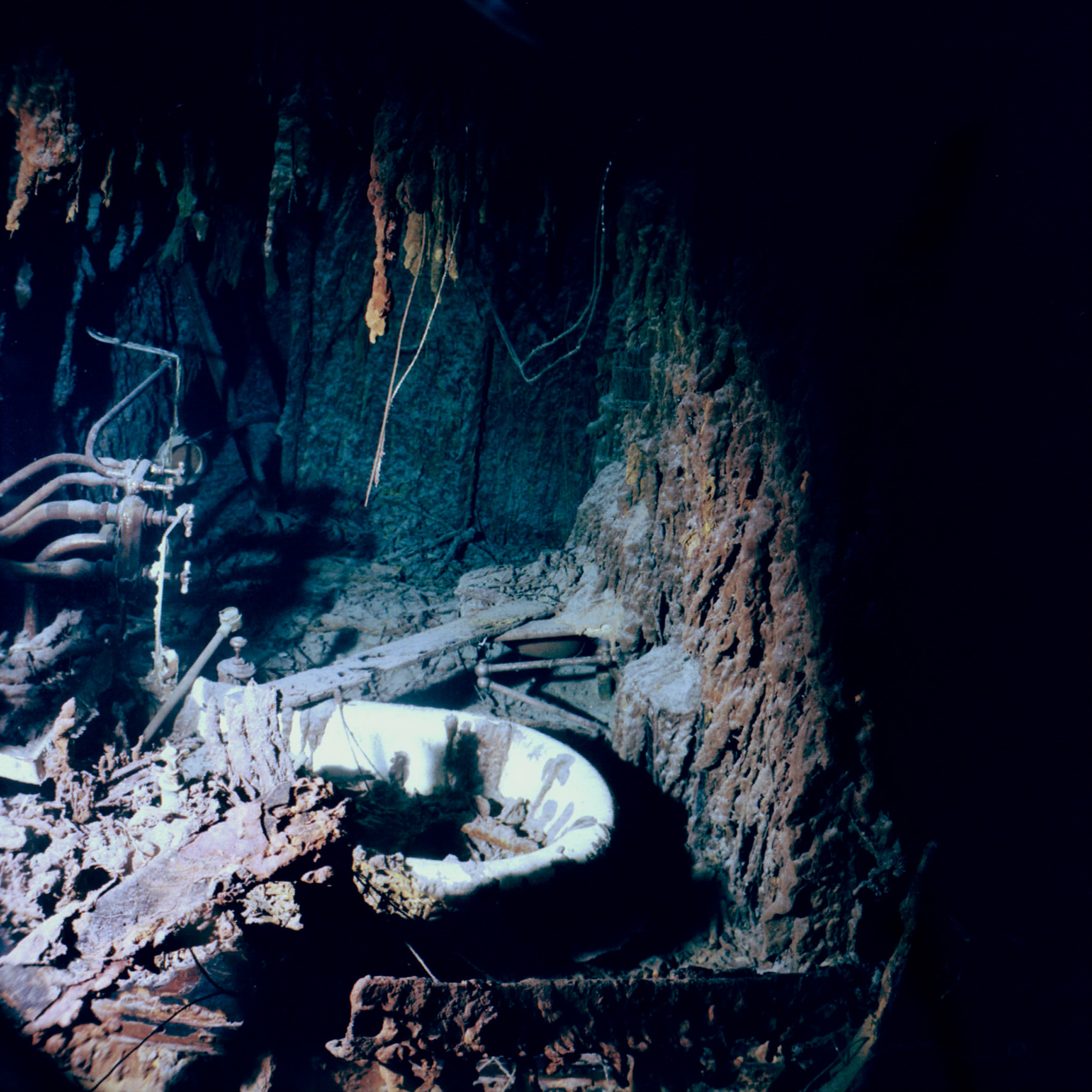
Bagno del capitano Smith

I resti del Titanic, dal loro ritrovamento, si sono sempre presentati in condizioni di conservazione pessime. La scoperta più interessante fu che la nave si era spaccata in due tronconi, con la sezione di poppa situata a 600 metri di distanza dalla prua e rivolta in direzione opposta. C'erano testimonianze discordanti sul fatto che la nave si fosse spezzata e le inchieste del 1912 avevano concluso che si fosse inabissata intatta. Per esempio, il 2º ufficiale Lightoller e il colonnello Gracie affermarono sempre che lo scafo naufragò intatto e così pure Lawrence Beesley nel suo libro The Loss of the Titanic. Secondo i disegni riportati nel libro di Ballard, è probabile che la rottura si sia verificata poco sotto il livello dell'acqua, non risultando quindi visibile direttamente. Ciò che i testimoni videro fu infatti l'improvvisa discesa del troncone di poppa sulla superficie, che poi si rialzò in posizione verticale.

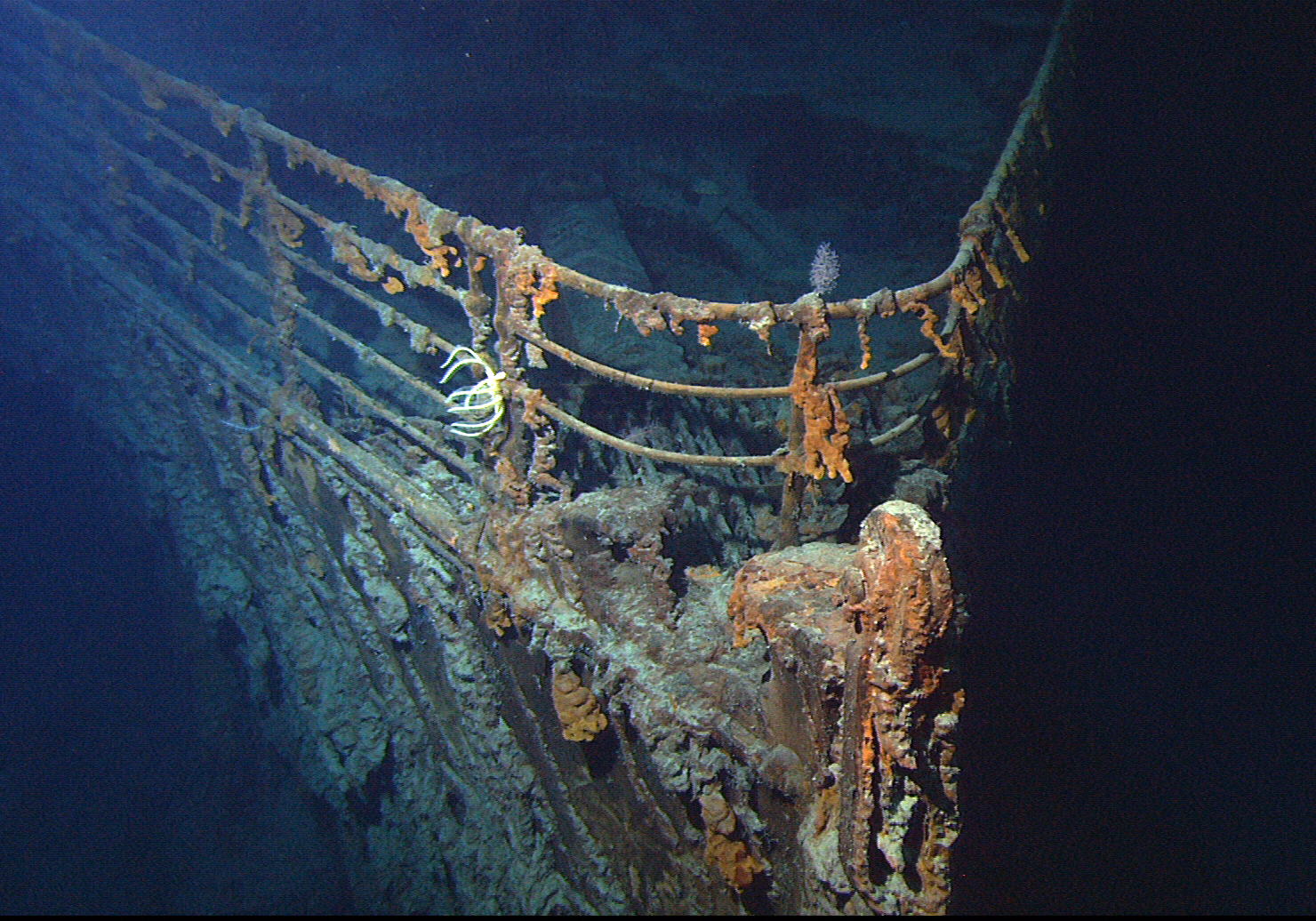
La prua fotografata nel giugno 2004

Diversi scienziati, tra cui Robert Ballard, ritengono che le visite turistiche al relitto stiano accelerando il processo di degrado. Il batterio Halomonas titanicae, così chiamato proprio perché scoperto nel relitto del Titanic, sta progressivamente consumando il ferro fin dal momento del naufragio, ma, a causa del danno aggiunto dai visitatori, la National Oceanic and Atmospheric Administration americana stima che « [...] lo scafo e la struttura della nave potrebbe collassare sul fondale oceanico entro i prossimi 50 anni» (entro 80-100 anni secondo altre stime).
Alternativamente, vi è la concreta possibilità che la fine del relitto non sia quella di esser ridotto in ruggine, bensì di esser sepolto. Nel 2012 una spedizione organizzata dalla National Geographic Society ha rilevato un imponente sistema di dune sabbiose, più elevate del relitto stesso, che stanno muovendosi lungo il fondale in direzione nord-ovest verso sud-ovest e che nel giro di un trentennio potrebbero ricoprire totalmente il relitto, creando un ambiente anaerobico, che preserverebbe lo scafo dalla corrosione batterica, ma che impedirebbe qualsiasi altra missione scientifica.

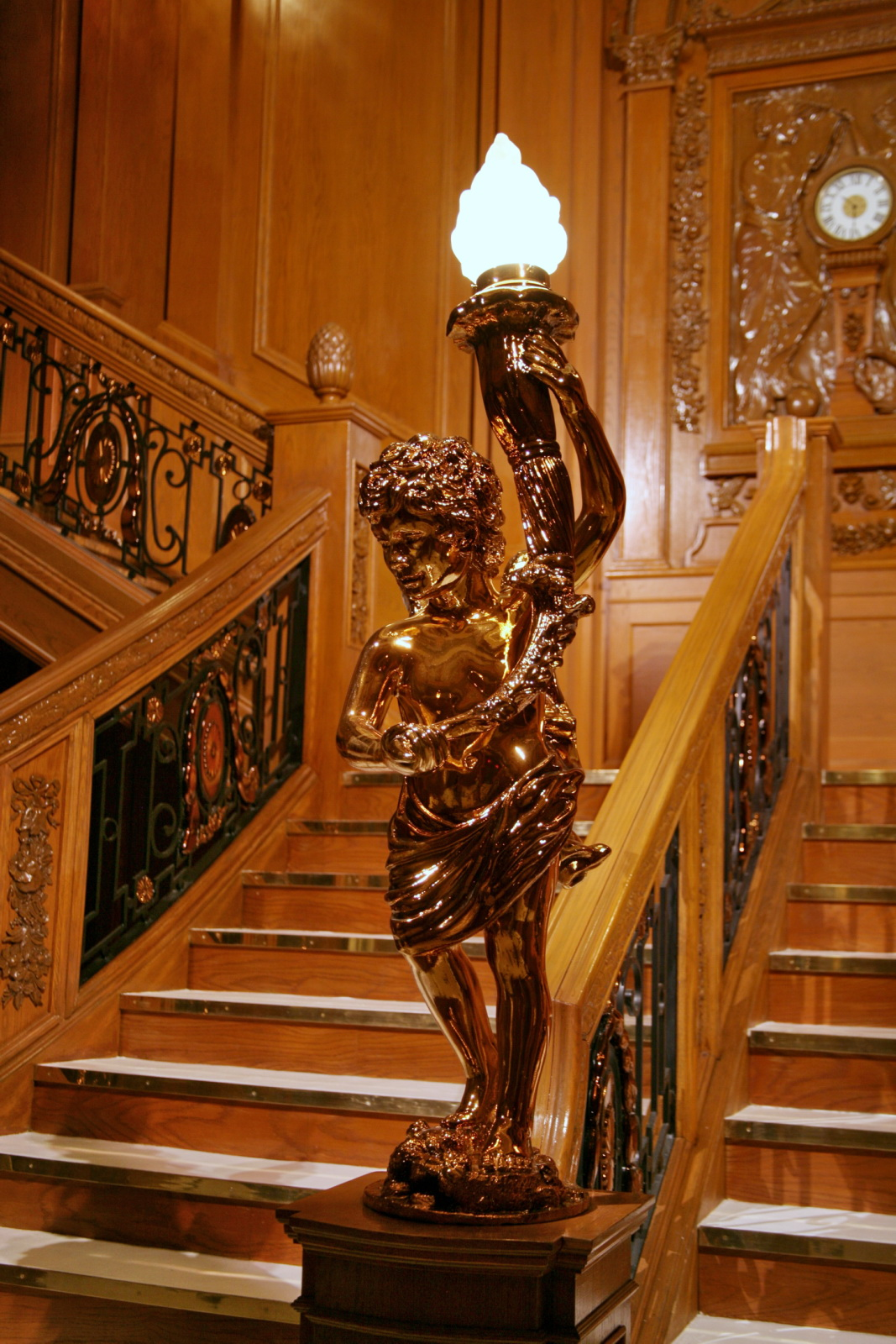
Una ricostruzione del cherubino nella scalinata di prima classe, più prossima al film del 1997 Titanic

Furono recuperati circa 5000 manufatti, una parte dei quali vennero portati in Francia, dove un'associazione di artigiani, ognuno specializzato in un campo diverso, li restaurò pazientemente. Per esempio, furono rimessi a nuovo alcuni trombini (ossia le sirene a vapore dei fumaioli), la base in legno di una bussola, una statuetta di ceramica, la griglia metallica di una panchina, una valigia da uomo contenente indumenti, perfino materiale cartaceo come spartiti musicali, lettere, ricevute bancarie, ecc. Alcuni restauratori sono però contrari al completo restauro dei reperti, pensando che essi siano più significativi se mantengono traccia del trauma che hanno subìto.

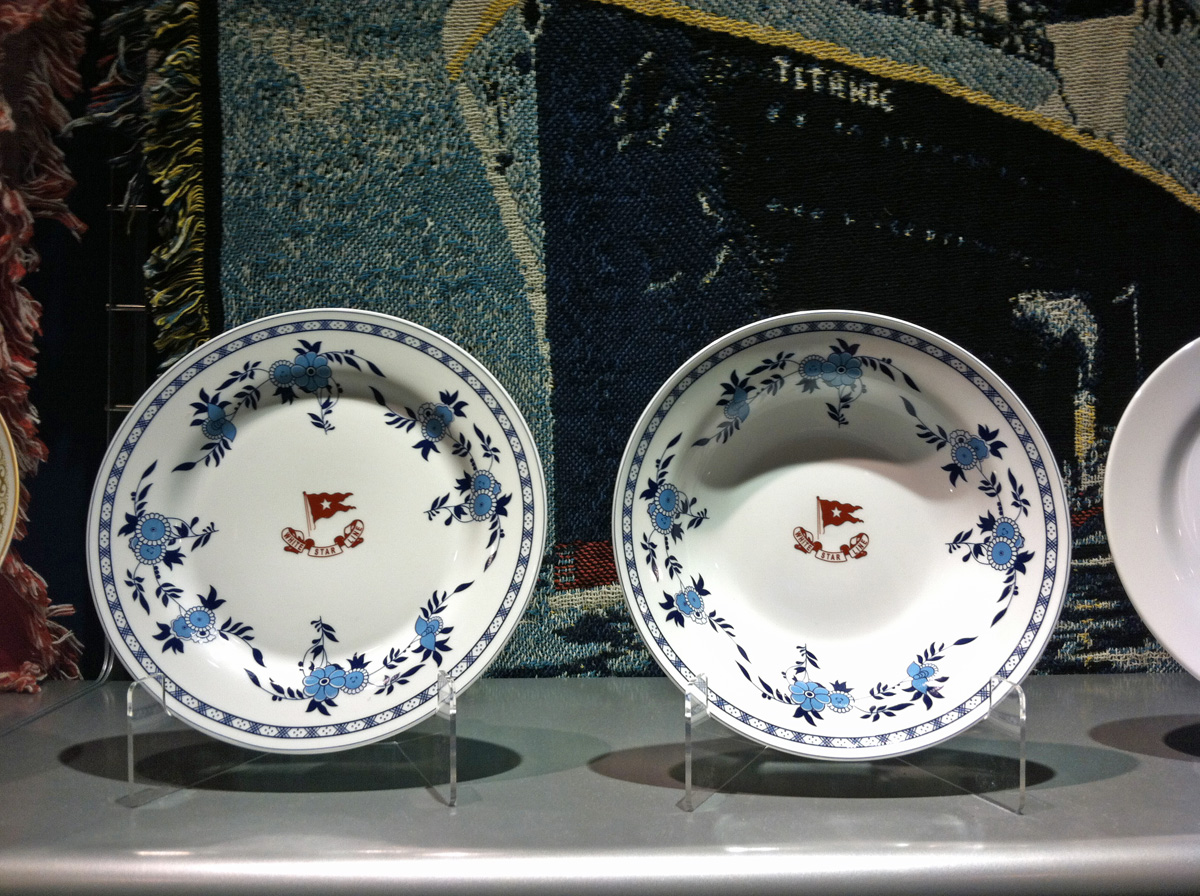
Alcuni piatti esposti in una mostra a Las Vegas

Il 7 giugno 1994 furono assegnati alla RMS Titanic Inc. i diritti di proprietà e di recupero sul relitto da parte della Corte Distrettuale statunitense per il Distretto orientale della Virginia (U.S. District Court for the Eastern District of Virginia) di Richmond. RMS Titanic Inc., società affiliata della Premier Exhibitions Inc., e i suoi predecessori avevano condotto sette spedizioni al relitto tra il 1987 e il 2004 ed erano stati recuperati circa 5500 oggetti. L'artefatto più grande, recuperato nel 1998, fu una sezione dello scafo di 17 tonnellate.
Molti di questi manufatti sono parte di esposizioni itineranti, organizzate dalla RMS Titanic Inc. in musei di tutto il mondo.

## Nella cultura di massa
È opinione largamente condivisa che la tragedia del Titanic non fu soltanto un incidente marittimo molto grave, ma ebbe profonde ripercussioni anche a livello etico-sociale:
Secondo lo scrittore documentarista Walter Lord, il richiamo del Titanic deve avere componenti più universali. «È un perfetto esempio di crescendo tragico, si passa da un iniziale 'non crederci' al disagio che via via aumenta fino alla completa consapevolezza. Nella storia della nave è facile seguire tale sequenza, quasi come in un film proiettato al rallentatore. Emotivamente coinvolti, ci chiediamo che cosa avremmo fatto noi.»
Questa sensazione è ben descritta dal testimone Lawrence Beesley:
(Lawrence Beesley, The Loss of the S.S. Titanic)

### Cinema e televisione

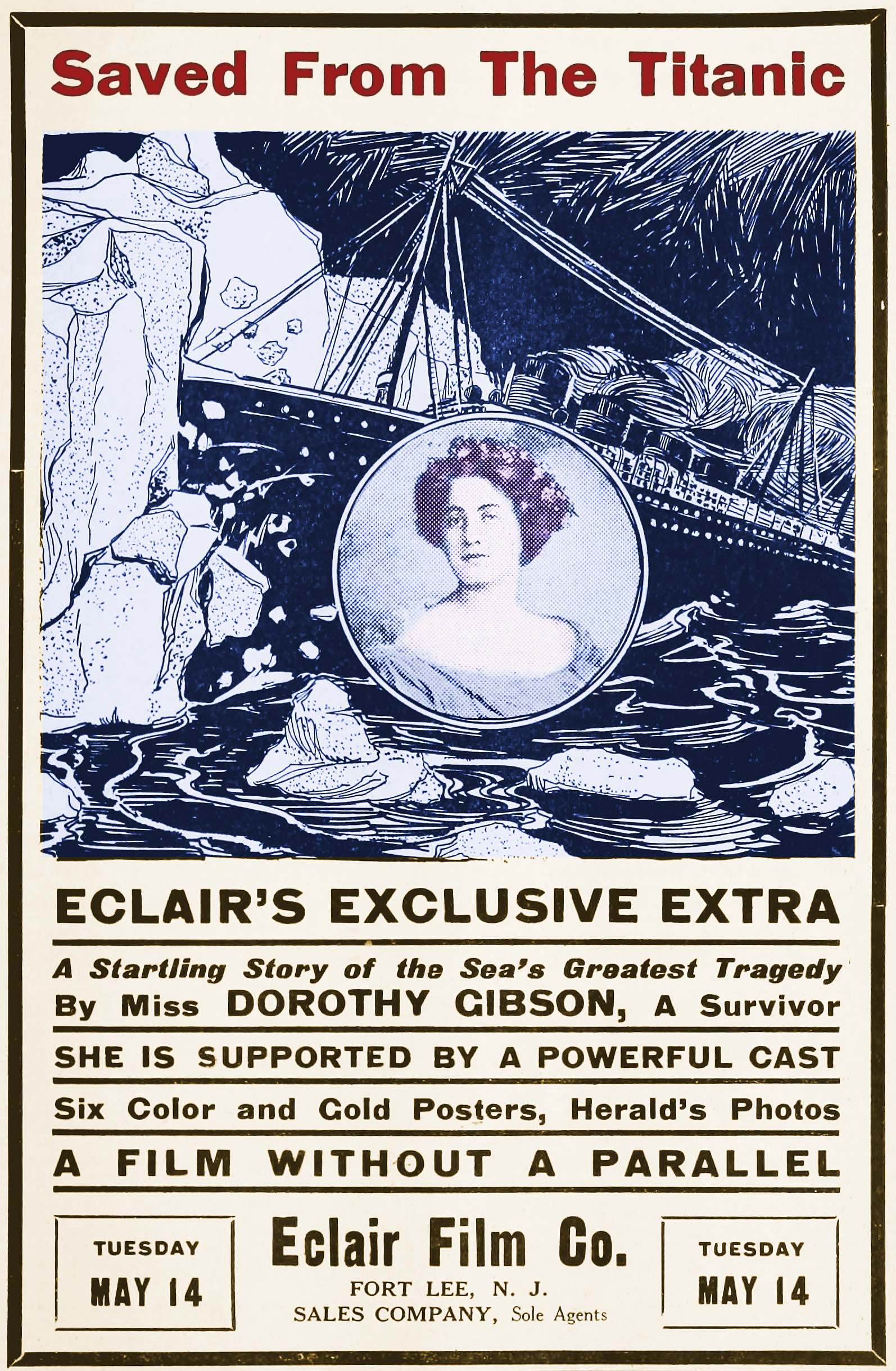
Poster pubblicitario del film Salvata dal Titanic (1912)

La storia del Titanic è stata oggetto di numerosi film e fiction. Il primo fu Salvata dal Titanic (Saved from the Titanic), un cortometraggio americano muto di Étienne Arnaud con Dorothy Gibson, sopravvissuta al naufragio. Realizzato pochi mesi dopo l'evento, non ne rimane traccia a seguito dell'incendio negli studi in cui era conservato. Nello stesso anno uscì In Nacht und Eis, un film muto tedesco.
Nel 1943, nel pieno della seconda guerra mondiale, il gerarca nazista Joseph Goebbels desiderava far realizzare un film destinato alla propaganda di regime. Nacque così La tragedia del Titanic, diretto da Werner Klingler e Herbert Selpin, con Sybille Schmitz e Hans Nielsen. Non venne distribuito nelle sale cinematografiche tedesche per non impressionare ulteriormente la popolazione, già provata dai bombardamenti aerei. Dopo la guerra ebbe un notevole successo nell'Unione Sovietica grazie alla sua connotazione anti-capitalistica.
Nel 1953 venne girato a Hollywood il film Titanic, diretto da Jean Negulesco, con Barbara Stanwyck e Clifton Webb. L'anno 1958 vide l'arrivo sugli schermi del film Titanic, latitudine 41 nord (A Night to Remember), un film britannico di Roy Ward Baker, con Kenneth More nel ruolo del secondo ufficiale Charles Lightoller, e Laurence Naismith in quello del comandante Edward Smith. Adattato dal libro Titanic: la vera storia dello storico Walter Lord, venne prodotto con l'aiuto di alcuni sopravvissuti. Fu uno dei film più vicini alla realtà.
Nel 1964 uscì la commedia musicale Voglio essere amata in un letto d'ottone (The Unsinkable Molly Brown), tratto dal musical omonimo. Il film narra la storia romanzata di Molly Brown, detta appunto "l'inaffondabile".
Nel 1979 uscì S.O.S. Titanic, telefilm anglo-statunitense diretto da William Hale. L'anno seguente fu la volta di Blitz nell'oceano (Raise the Titanic), un film statunitense di Jerry Jameson adattato dal romanzo di Clive Cussler.
Nel 1996 venne realizzata la miniserie Il Titanic, che riproduce la storia della nave in due parti, ciascuna della durata di un'ora e venti minuti circa. Nonostante ci siano delle reinterpretazioni inventate, la trama racconta alcuni aneddoti reali, come la storia della famiglia Allison.
La più famosa opera audiovisiva riguardante lo sfortunato piroscafo è il film colossal del 1997 Titanic, scritto e diretto da James Cameron. Caratterizzata da alcune riprese eseguite nel vero relitto e da una ricostruzione molto accurata della nave e degli avvenimenti ad essa legati, nonché del clima sociale degli anni 1910, la pellicola detiene il record di vittorie (11) e di candidature (14) ai premi Oscar e ha incassato 2,2 miliardi di dollari in tutto il mondo. Questo film ha fatto rinascere l'interesse per il Titanic, con conseguente pubblicazione (e talvolta riedizione) di numerosi libri ed organizzazione di varie mostre. Cameron, regista caratterizzato da un forte legame con l'ambiente marino, nel 2003 ha diretto anche il documentario Ghosts of the Abyss, riguardante il relitto della nave.
Nel 2000 esce Titanic - La leggenda continua, film di animazione scritto e diretto da Camillo Teti, ispiratosi al film del 1997 di Cameron.
Nel 2010 esce Titanic II, un film di serie B prodotto dallo studio The Asylum, che si svolge su una nave vittima di un destino pressoché analogo nel 2012. Nel 2022 sempre lo studio The Asylum produce Titanic 666 dove, in prossimità del luogo dell'affondamento del primo Titanic, viene compiuto un rito satanico che scatena fenomeni paranormali.

### Letteratura
Italiano
- Donatello Bellomo, Titanic. L'altra storia, Mursia, Milano, 2012, EAN 9788842549789.
- Massimo Gagliardini, Gelidi abissi, Bonfirraro Editore, 2020, ISBN 978-88-62722-45-2.
- Clive Cussler, Recuperate il Titanic!, Longanesi, 1976, ISBN 978-88-304-2678-8.
- Claudia Gray, Fateful, Mondadori, 1912, ISBN 978-88-04-61996-3.
- Kate Alcott, La ricamatrice di segreti, Mondadori, 2012, ISBN 978-88-04-61996-3.
- Massimo Polidoro, La maledizione del Titanic, Roma, Avverbi, 1998, ISBN 88-900206-3-6.
- Massimo Polidoro, Titanic. Un viaggio che non dimenticherete, Milano, Edizioni Piemme, 2012, ISBN 978-88-566-2460-1.
- Luigi Ballerini, Un sogno sull'oceano, Milano, Edizioni San Paolo, 2019, ISBN 978-88-922-1899-4.

Inglese
- David Dyer, The Midnight Watch, Atlantic Books, 2016, ISBN 978-1-78239-780-9.[102]
- Tom McCluskie e Michael Sharpe, Titanic and her Sisters Olympic & Britannic, London, PRC Publishing, 1998, ISBN 0-681-07612-7.
- David F. Hutchings, RMS Titanic: A Modern Legend, Dorset, Waterfront Publications, 1995, ISBN 0-946184-29-1.
- Robert Ballard e Michael S. Sweeney, Return to Titanic, Washington DC, National Geographic Society, 2004, ISBN 0-7922-7288-9.
- Leslie Reade, The ship that stood still – The Californian and her mysterious role in the Titanic disaster, New York, W. W. Norton & Company, 1993, ISBN 0-393-03537-9.

### Fumetti
- Titanic è una storia a fumetti di Attilio Micheluzzi, pubblicata per la prima volta a puntate nel 1988 sulla rivista Comic art.[103]
- Il Titanic è presente nel racconto a fumetti Titanic 2000 di Rat-Man, tutto incentrato su una copia del Titanic (il sesto tentativo) che farà la sua stessa fine.[104]
- Dylan Dog numero 90 (Titanic) e numero 120 (Abyss) ruotano entrambi intorno alla storia del Titanic.[105]

### Musica
- Il compositore svizzero Stephan Jaeggi (1903-1957) compose un brano per orchestra sinfonica di fiati all'età di 18 anni. Nella sua fantasia titanica, descrive il fatidico viaggio inaugurale del Titanic e la tragedia ad esso associata;
- Il compositore britannico Gavin Bryars compose The Sinking of the Titanic nel 1969, un lavoro orchestrale sul disastro navale che fu presentato nel 1972 alla Queen Elizabeth Hall di Londra. L'opera è basata su alcuni brani che, secondo i resoconti dei testimoni, erano stati eseguiti dall'orchestra di bordo nella notte dell'affondamento;
- L'opera Der Untergang der Titanic di Wilhelm Dieter Siebert è stata presentata per la prima volta il 6 settembre 1979 alla Deutsche Oper di Berlino;
- Nel 1984 Peter Schilling ebbe successo con la sua canzone Terra Titanic;[106]
- Nel 1991, il cantante Howard Carpendale pubblicò la canzone Willkommen auf der Titanic;
- Il musicista jazz Steve Cameron scrisse un concept album sul Titanic negli anni '90 intitolato The Titanic Suite;
- Nel 1992 il cantante austriaco Falco pubblicò la sua canzone Titanic sull'album Nachtflug;
- Nel 2002 la band rock'n'roll Candyman pubblicò la canzone Titanic, che tratta dell'affondamento del transatlantico;
- Nel 2011 la band svedese power metal ReinXeed pubblicò il concept album 1912, che tratta del naufragio della nave;
- Nel 2012 la Royal Philharmonic Orchestra ha presentato in anteprima il requiem di un'ora The Titanic Requiem, che è stato scritto da Robin Gibb e suo figlio Robin-John, a Londra, in occasione del centenario;
- Titanic è il titolo di una famosa canzone del cantautore italiano Francesco De Gregori, contenuta nell'omonimo album Titanic, uscito nel 1982. De Gregori, immaginando la nave, la divisione dei suoi passeggeri in classi, l'eccessiva fiducia nutrita nei suoi confronti ed il suo tragico affondamento come elementi metaforici della condizione umana dell'inizio del XX secolo, ha composto altre tre canzoni in relazione al naufragio: L'abbigliamento di un fuochista, I muscoli del Capitano e Tutti salvi (quest'ultima in chiave ironica);
- La storia del naufragio del Titanic è inoltre narrata nella ballata di 15 minuti del 2012 di Bob Dylan, intitolata Tempest (omonimo titolo dell'album), in cui, fra l'altro, vengono citati il personaggio di Leonardo DiCaprio del film Titanic di James Cameron ed i suoi disegni;[107]
- Gli eventi nel music video We’re Good di Dua Lipa si svolgono durante la collisione del Titanic;[108]
- Titanic è il titolo di uno dei brani dell'album d'esordio del cantautore italiano Sangiovanni, che più volte cita riferimenti alla tragedia nel brano.

### Videogiochi
I più rilevanti videogiochi incentrati sul Titanic sono:
- Titanic (1984) per Commodore 64 e ZX Spectrum
- RMS Titanic (1986) per C64
- Beyond the Titanic (1986) per DOS
- Titanic (1988) per Amstrad CPC, DOS, MSX, Spectrum
- Search for the Titanic (1989) per Apple II, C64, DOS
- Titanic Blinky (1991) per Amiga, Amstrad CPC, Atari ST, C64, Spectrum
- Titanic: Adventure Out of Time (1996) per Windows e Mac
- Titanic: Una fantastica avventura alla scoperta del mistero del Titanic (1998) per Windows, della ARI Data
- Titanic: Challenge of Discovery (1998) per Windows, della Panasonic
- Hidden Expedition: Titanic (2006) per iPhone, Nintendo 3DS, Windows
- Ship Simulator 2008 (2007; come nave parzialmente esplorabile) per Windows
- 1912: Titanic Mystery (2009) per Macintosh, Nintendo 3DS, Nintendo DS, Nintendo DSi, Wii, Windows
- Hidden Mysteries: Titanic - Secrets of the Fateful Voyage (2010) per Macintosh, Nintendo DS, Wii, Windows
- Murder on the Titanic (2012) per Nintendo 3DS, Nintendo DS
- Titanic Storyscape (2019) per iOS e Android
- Titanic: Honor and Glory (in sviluppo; demo uscita a dicembre 2021[110])

## Leggende e misteri

### Il romanzo-profezia del 1898
Quattordici anni prima della tragedia, nel 1898, venne pubblicato un romanzo dal titolo Futility, or the Wreck of the Titan. L'autore, Morgan Robertson, narrò le vicende di un transatlantico chiamato Titan, nel romanzo il più grande mai costruito e considerato inaffondabile, che nel mese di aprile ebbe una collisione con un iceberg nel Nord Atlantico naufragando in poche ore.
Molti dettagli appaiono incredibilmente simili alla tragedia del Titanic, come per esempio il nome, la stazza di 46000 tonnellate, la lunghezza di 243 metri, la velocità di collisione specificata in 25 nodi (ossia 47,5 km/h) e l'ora (intorno a mezzanotte), il numero dei compartimenti stagni (19) e lo scarso numero di lance di salvataggio.

### Ipotesi di un complotto
Nel libro I due Titanic, scritto da Van der Vat e Gardiner, costoro ipotizzano che non fu il Titanic a fare naufragio, ma il transatlantico gemello RMS Olympic, salpato in sua vece, pur necessitando di manutenzione, per motivi assicurativi.

## Commemorazioni e centenario dell'affondamento

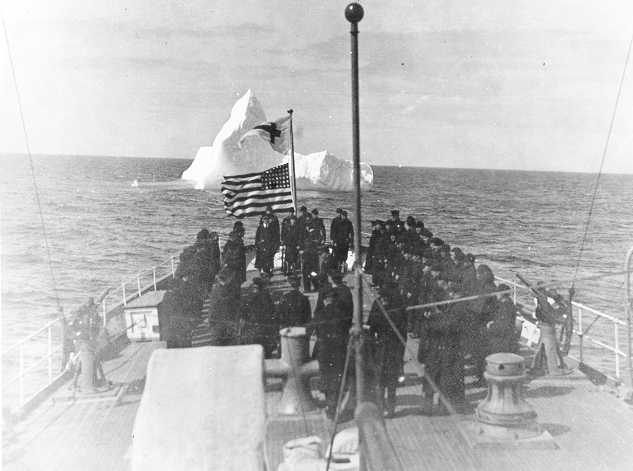
Cerimonia del lancio della corona sul luogo dell'affondamento nel 1920, con un iceberg sullo sfondo

Dopo il disastro, il celebre tenore Enrico Caruso, che in quel periodo si trovava negli Stati Uniti per la stagione al Metropolitan di New York dall'autunno 1911, offrì un concerto di beneficenza.
Dal 1914, il 15 aprile di ogni anno, la Guardia costiera degli Stati Uniti e la Pattuglia internazionale del ghiaccio (International Ice Patrol), che monitora lo spostamento degli iceberg nel Nord Atlantico e nel Mar Glaciale Artico, depongono una corona di fiori da una nave o da un aereo nel luogo del disastro del Titanic. Alla cerimonia solenne partecipa l'equipaggio dell'imbarcazione o del velivolo e viene letta una dichiarazione di dedica alla nave e a coloro che sono deceduti nel naufragio.
In occasione invece del centenario del naufragio, la nave da crociera Balmoral, della Fred. Olsen Cruise Lines, è stata noleggiata dalla Miles Morgan Travel per seguire la rotta del Titanic e fermarsi il 15 aprile 2012 nel punto dell'affondamento, allo scopo di rendere onore a coloro che sono morti in tale occasione: la Balmoral coprì esattamente lo stesso percorso del Titanic e raggiunse il luogo stabilito in tempo intorno alle 23:00 del 14 aprile 2012, quaranta minuti prima dell'orario in cui, un secolo prima, il Titanic si era schiantato contro l'iceberg. A bordo fu celebrato un servizio funebre alla memoria, terminato con il lancio in mare di tre corone di fiori. La nave rimase tutta la notte in loco e partì la mattina seguente ricalcando l'ultima, prevista tratta del viaggio del Titanic verso New York.
Il relitto è stato inserito nella Convenzione UNESCO 2001 sulla protezione del patrimonio culturale subacqueo, pertanto gli Stati firmatari si sono impegnati a proibire il saccheggio, lo sfruttamento commerciale, la vendita e la dispersione di qualsiasi parte del Titanic e/o dei suoi artefatti. A causa della sua posizione in acque internazionali e della mancanza di una giurisdizione esclusiva sull'area, la convenzione prevede un sistema di cooperazione statale, volta a prevenire azioni non scientifiche o immorali, e il reciproco scambio di informazioni circa le attività sul sito.

### Musei e mostre
Il Titanic Belfast Museum è uno dei musei più grandi dedicati al Titanic. Si trova a Belfast su un vecchio terreno appartenuto ai cantieri Harland and Wolff ed è stato inaugurato nel 2012.
Il SeaCity Museum di Southampton ha una parte dedicata esclusivamente al Titanic. In particolare, mostra anche l'impatto sulla città della morte di oltre 500 membri dell'equipaggio che provenivano da Southampton.
Il Branson Titanic Museum si trova a Branson, in Missouri. È in parte ospitato in una replica in scala 1:2 della sezione anteriore del Titanic. Contiene 400 manufatti in 20 gallerie e una replica a grandezza naturale del famoso scalone.
La RMS Titanic Inc. organizza mostre di numerosi reperti in varie località, che sono stati recuperati nel corso degli anni e in gran parte restaurati. La più grande mostra sul Titanic al mondo ha avuto luogo nella Speicherstadt di Amburgo dal 1997 al 1999. Ci fu un'altra mostra in Germania dal 16 giugno al 12 agosto 2007 a Kiel nella Ostseehalle.

## Replica
Ci sono state diverse proposte e studi riguardo a un progetto per costruire una nave replica del celebre translatlantico, da chiamarsi Titanic II, che dovrebbe essere esteticamente il più simile possibile al Titanic originale ed allo stesso tempo dotata di tutte le tecnologie moderne. Nel 1998 la rivista americana Popular Mechanics presentò uno studio ingegneristico di fattibilità di una riproduzione della nave, elencando i cambiamenti rispetto al Titanic originale ritenuti necessari (ad esempio l'utilizzo di uno scafo saldato anziché rivettato e di un sistema di propulsione elettro-diesel anziché a vapore). Un primo progetto fu abbandonato nel 2006, mentre un secondo è stato annunciato nel 2012 ed è tuttora attivo. La prima proposta nacque nel 2000 dall'uomo d'affari e magnate sudafricano Sarel Gous, che affermò di essere entrato in possesso dei disegni originali della famosa nave. Se la nave fosse stata completata sarebbe stata più grande di quella originale, in quanto avrebbe avuto una lunghezza di 290 metri e una larghezza di 33 metri.
Nel 2012 la costruzione di un Titanic II è stata commissionata dal magnate minerario australiano Clive Palmer a un'azienda di proprietà della Cina. Il miliardario aveva confermato che l'inizio dei lavori per la costruzione dell'imbarcazione era previsto per la fine del 2013 e che la nave sarebbe stata pronta a salpare entro il 2016. Il Titanic II, ha dichiarato Palmer, sarebbe stato progettato cercando di mantenere il più possibile la verosimiglianza con l'originale sotto il profilo delle specifiche e del design, ma sarebbe stato dotato della tecnologia più avanzata per quanto riguarda sicurezza e affidabilità. Palmer ha affermato poi che la nave poteva essere pronta entro il 2018, data poi spostata al 2022.